# Historiographie du débat sur la localisation d'Alésia
Pour les articles homonymes, voir Alésia.

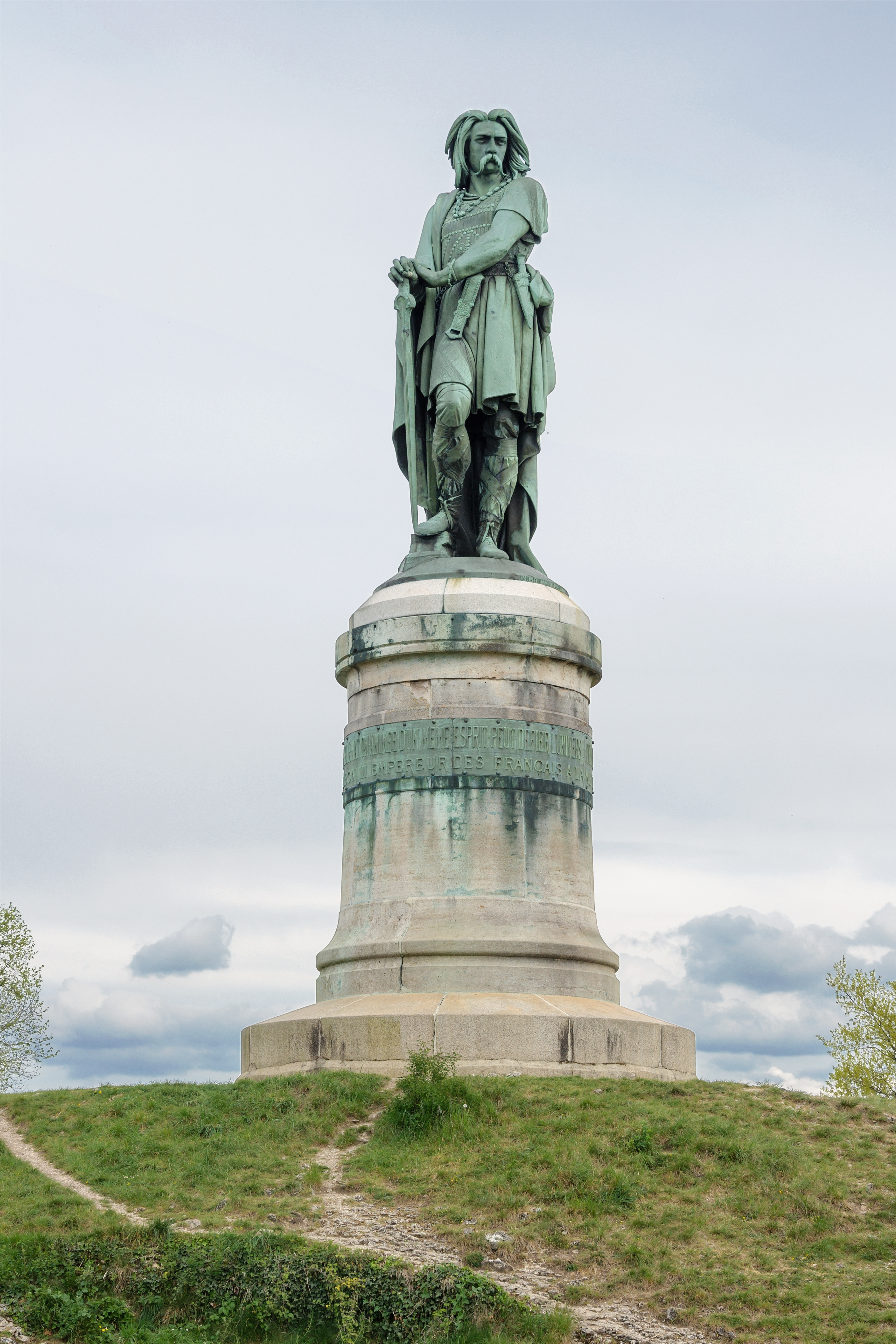
Statue de Vercingétorix par Aimé Millet à Alise-Sainte-Reine. Expression de la volonté de monumentaliser le site et de signifier sa reconnaissance officielle sous le Second Empire, elle reçut un accueil mitigé.

Le siège d'Alésia est un événement qui a fortement marqué l'historiographie française, surtout depuis le XIXe siècle. Marquant la fin de l'indépendance des peuples celtiques de la Gaule ainsi que le début du contrôle romain sur la région, cet affrontement fut au cœur des problématiques de définition de l'identité nationale et de recherche des origines de la nation française, pour plusieurs raisons : le siège d'Alésia marque d'abord le terme de la résistance organisée contre les armées de César en Gaule, il est donc l'épisode final de la conquête entreprise par le proconsul romain sur un vaste territoire correspondant peu ou prou à la France actuelle ; de plus, le siège d'Alésia consacre l'échec militaire de Vercingétorix à la tête d'une vaste armée coalisée, que d'aucuns ont perçu comme l'embryon d'une nation ou d'un peuple français conscient de son identité.
Outre la question nationale et politique, les débats historiques autour de cette bataille ont essentiellement porté sur la question de la localisation du lieu de la bataille et donc de l'oppidum d'Alésia. En dépit des sources littéraires médiévales et modernes identifiant le lieu, et en dépit des nombreux vestiges archéologiques du siège à Alise-Sainte-Reine en Bourgogne, issus de fouilles effectuées sous le Second Empire et tout au long du XXe siècle, de nombreux « sites alternatifs » furent régulièrement proposés comme des candidats plus ou moins fantaisistes, pour la plupart situés dans le Jura.
Si de nombreuses identifications concurrentes ont été proposées à la suite des explorations napoléoniennes du site, les fouilles archéologiques franco-allemandes menées entre 1991 et 1997 ont porté à la lumière et à la connaissance de la communauté des chercheurs suffisamment d'indices pour confirmer l'identification d'Alésia avec le site d'Alise-Sainte-Reine, soit par la reprise systématique des pistes ouvertes au XIXe siècle, soit grâce à la découverte d'éléments inédits et probants. Les photos aériennes récentes, réalisées par René Goguey, ont notamment permis de localiser précisément les fossés et fortifications identiques à ceux que décrit César, grâce au principe d'indice phytographique exploité par l'archéologie aérienne depuis plus d'un demi-siècle pour identifier les vestiges archéologiques enfouis sous les cultures. Les débats historiques sont aujourd'hui clos puisque la communauté scientifique, internationale et française, dans son immense majorité, s'accorde pour dire que les éléments mobiliers et stratigraphiques issus du site archéologique d'Alésia à Alise-Sainte-Reine, dans le département de la Côte-d'Or en Bourgogne, correspondent au siège de César et forment un dossier documentaire exemplaire et unique en son genre à l'échelle de l'archéologie antique.
Cependant, la polémique survit actuellement en France par quelques échos médiatiques périodiquement relancés par des non-professionnels de l'archéologie.

## Les raisons d'un débat
Phénomène exclusivement français,,, les raisons qui ont conduit à la prolifération de différentes « Alésia » sont multiples.
S’il n’est pas un seul colloque, un seul ouvrage d’archéologie militaire romaine qui ait remis en cause la localisation Alésia/Alise-Sainte-Reine, la question est tout autre en France où l’enjeu dépasse, souvent, le domaine de la recherche archéologique en raison de la dimension symbolique que revêtent Alésia et Vercingétorix. L’origine de la querelle a précédé de quelques années l’entreprise des fouilles de Napoléon III. Mais le débat a été perturbé par le caractère officiel de cette démarche organisée par celui qui était resté au pouvoir grâce à un coup d’État ; la passion fut d’autant plus vive qu'au même moment, son ouvrage Histoire de Jules César allait établir la vérité officielle, fatalement entachée de suspicion et truquée : « on n’a jamais rien trouvé à Alise-Sainte-Reine » et « tout a été inventé pour faire plaisir à l'empereur » sont ainsi des reproches couramment faits à l'encontre des fouilles d'Alise Sainte Reine, malgré les résultats incontestables vérifiés dans les années 1990.
Le principal reproche formulé par les détracteurs de la localisation à Alise-Sainte-Reine est l'inadéquation réelle ou supposée du site avec le texte césarien qui est, lui, considéré comme parfaitement véridique (chose fort peu crédible puisqu'il s'agissait d'un ouvrage de propagande utilisé par César lui-même). Sur la base de cette constatation, le site d'Alaise est alors proposé le 10 novembre 1855 lors d'une communication de l'architecte Alphonse Delacroix à la société d'Émulation du Doubs qu'il a fondée, entraînant une vive polémique entre Francs-Comtois et Bourguignons. D’autres « Alésia » vont émerger par la suite, parmi lesquelles se sont surtout illustrées : Salins (Jura, 1952) ; Syam-Chaux-des-Crotenay (Jura, 1962). Ces Alésia franc-comtoises ont pour origine les textes de Plutarque — « C'est pourquoi il fit mouvement et traversa le pays des Lingons pour atteindre celui des Séquanes, peuple ami, qui sépare l'Italie du reste de la Gaule. Là, les ennemis l’assaillirent et l'enveloppèrent avec de nombreuses myriades d'hommes » — et Dion Cassius — « Vercingétorix l'intercepta sur le territoire des Séquanes et l'encercla » —, qui situent tous les deux Alésia en pays séquane. Le seul texte de Jules César (B.G, VII, 66,2.), trop vague,,,, ne permet aucune certitude sur l'emplacement où a eu lieu l'embuscade de Vercingétorix. S'appuyant ainsi sur de simples considérations philologiques, « chacun y est allé de sa proposition d'itinéraire, ce qui explique qu'on trouve des Alésia alternatives à chacun des passages possibles du Jura, depuis les parages de Montbéliard jusqu'en Savoie ».
Ces controverses archéologiques françaises ont été parodiées dans Le Bouclier arverne, album de la bande dessinée Astérix. Symbole de la victoire romaine et de la reddition gauloise, Alésia constitue un sujet tabou aux yeux du chef Abraracourcix, qui répond furieusement à une innocente interrogation touristique formulée par Astérix : « Alésia, connais pas, Alésia ! Je ne sais pas où se trouve Alésia ! Personne ne sait où se trouve Alésia ! »,. En refoulant patriotiquement « le souvenir de la défaite », le chef gaulois fait pendant de manière humoristique au « résistancialisme gaullien », observe le critique Nicolas Rouvière.

## Une localisation sans grand débat du Haut Moyen Âge auXIXesiècle

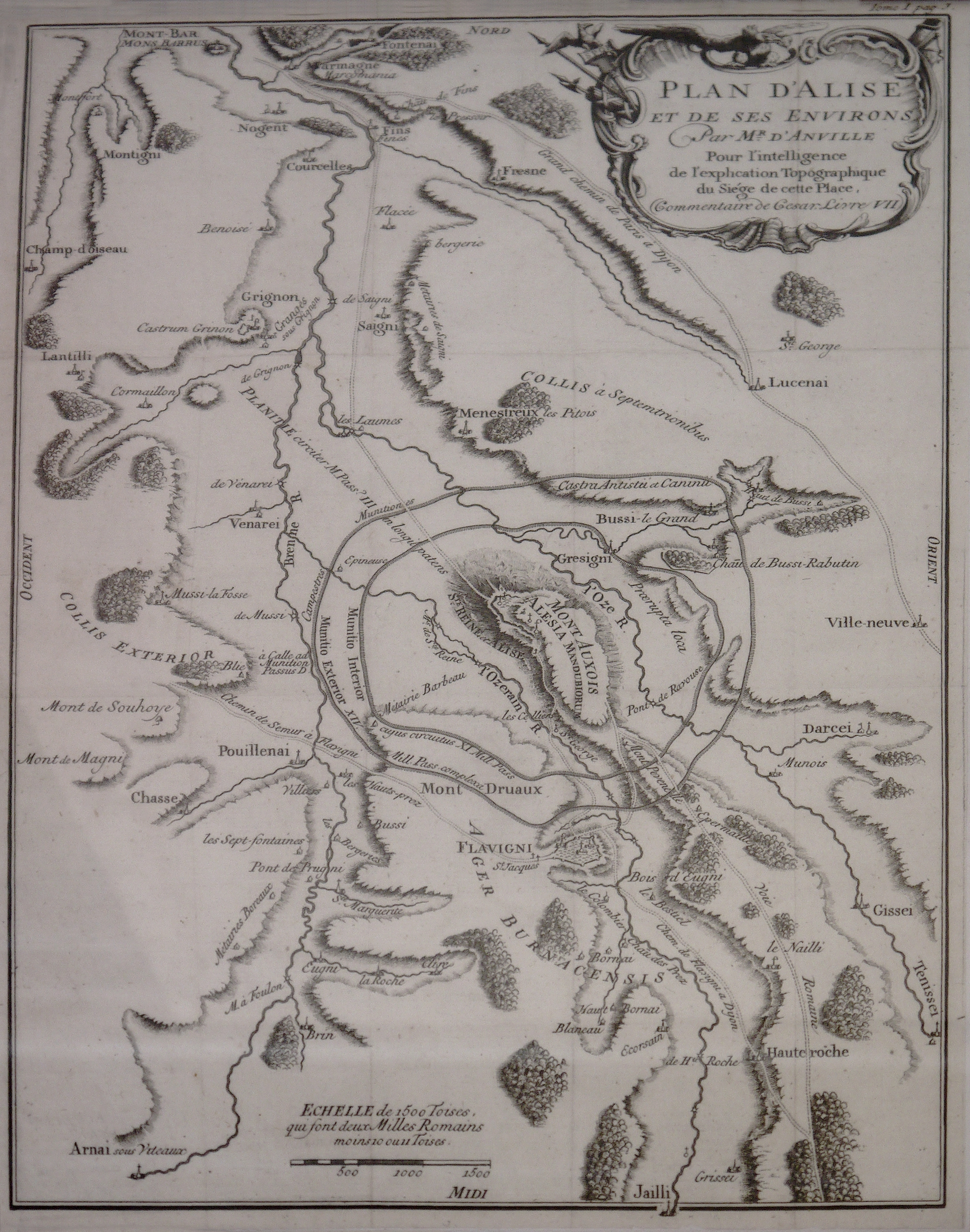
Carte établie en 1755 par Jean-Baptiste Bourguignon d'Anville.

Avant le XIXe siècle la localisation d'Alésia ne soulève pas de grand débat, et contrairement à ce qui est souvent affirmé par les promoteurs d'autres sites, Napoléon III n'a pas inventé la localisation d'Alésia à Alise-Sainte-Reine. En fait, l'identification du mont Auxois comme lieu du siège d'Alésia est courante et admise depuis le Haut Moyen Âge.
L'identification d'Alise-Sainte-Reine à Alésia (voir site archéologique d'Alésia) apparaît pour la première fois au IXe siècle. Vers 865, le moine Héri de Saint-Germain d'Auxerre, dans son récit du transfert des reliques de sainte Reine d'Alise jusqu'à Flavigny, fait explicitement le lien entre Alise et le siège mené par César,. La figure de sainte Reine témoignerait d'une tradition hagiographique attestée depuis le Ve siècle, à l'époque où le territoire était un Pagus Alisiensis ; à la même époque, Saint-Germain fait d'ailleurs un court séjour à Alise / Alésia pour y voir les reliques de sainte Reine disposées dans une basilique ; Héri était un des élèves de Loup de Ferrières, abbé érudit qui, curieux de manuscrits, avait redécouvert une copie de la Guerre des Gaules de César. Son poème entérinera l'assimilation de l'oppidum d'Alise-Sainte-Reine avec le lieu où se déroula la bataille d'Alésia ; à partir de cette époque la tradition ne variera pas. Cette localisation entraînera le lancement des recherches au XIXe siècle. Au XIVe siècle, le Florentin Giovanni Villani, dans sa chronique du siège de Montecatini, évoque à son tour les « ouvrages et l'enceinte des fossés et des chevaux de frise dont on lit que Jules César les a faits au castel d'Alise en Bourgogne, et dont on voit encore l'enceinte […] ». Dès les premières éditions du texte de César, au XVIe siècle, on ajoute à l’œuvre des cartes de la Gaule. Sur l'essentiel d'entre elles, le territoire des Mandubiens est figuré comme étant celui de l'Auxois, aux confins du territoire des Lingons et des Éduens. Les rares exceptions de l'époque sont régulièrement fantaisistes, comme la carte de Jean-Pierre des Ours de Mandajors, situant Alésia à Alès en Languedoc.
La localisation à Alise est celle généralement retenue par ceux que l'on appelle les antiquaires comme Jean-Baptiste Bourguignon d'Anville qui donna en 1755 une carte tirée d'un relevé précis du site.
En 1784, Pierre Laureau, écuyer du comte d'Artois, effectue des fouilles sur le mont Auxois, qui permettent de mettre au jour des monnaies et des inscriptions. La découverte à Alise, en 1839, de l'inscription mentionnant ALISIIA (CIL XIII, 2880) appelée Pierre de Martialis dans la littérature archéologique, ajouta un élément important pour l'identification du site, et malgré les débats linguistiques sur le radical celtique alis-, il est un élément déterminant de la localisation.

## Les débats duXIXesiècle

### L'hypothèse d'Alaise (1855)
À partir du milieu du XIXe siècle, plusieurs scientifiques contestent la localisation du site à Alise et mettent en avant le village d'Alaise, dans le Doubs, à une vingtaine de kilomètres au sud de Besançon. Les principaux soutiens à la thèse d'Alaise ne viennent pas de la région jurassienne, mais de savants très sceptiques sur le site bourguignon, qui serait incompatible avec le texte de César.
La première déclaration en faveur d'Alaise est faite par l'architecte Alphonse Delacroix qui présente le 10 novembre 1855 un mémoire historique à une société savante du Doubs. Il s'appuie principalement sur les textes anciens pour estimer que le site ne peut être Alise. Son choix d'Alaise est dicté par le rejet d'Alise et par une ressemblance phonétique entre les deux toponymes. D'autres facteurs, moins importants, sont parfois cités : l'existence d'un lieu-dit Champ de guerre et une tradition locale voulant qu'Alaise ait été autrefois une ville – devenue un mystère pour les habitants.
Il y a aussi la découverte de tumuli avec des armes, comme on en trouve beaucoup sur le territoire, vaguement interprétées comme appartenant à la période de la guerre des Gaules, à une époque où l'exploration archéologique est encore balbutiante : l'absence d'études typo-chronologiques et stratigraphiques empêche de dater ces armes. La datation gauloise de ce tumulus se révélera erronée et anachronique, même si elle était alors soutenue par les érudits locaux et les sociétés savantes régionales.
D'autres savants extérieurs à la région du Jura appuient l'hypothèse d'Alaise. Ernest Desjardins, par exemple, spécialiste de la géographie antique. Jules Quicherat, historien et archéologue reconnu de l'époque, prend lui aussi position contre Alise, en 1857 : parmi ses arguments, l'expression de César, in Sequanos iter facere, qui voudrait dire « aller chez les Séquanes » et non « aller vers les Séquanes ». Quicherat est un savant, jamais engagé en politique. Au moment où il rédige son mémoire L'Alesia de César rendue à la Franche-Comté, sa démarche scientifique l'amène à prendre parti pour une localisation franc-comtoise, région où il n'a encore jamais mis les pieds, sans privilégier un site en particulier. Ce n'est que plus tard qu'il défend la localisation séquane la plus crédible à l'époque : Alaise.
Les savants du milieu du XIXe siècle ne peuvent ni connaître les règles de la phonétique historique, ni la méthodologie en toponymie, largement ignorées à l'époque, et les formes anciennes connues d'Alaise se révèleront ensuite incompatibles avec la forme Alesia, à moins que les auteurs romains n'aient commis une cacographie. Le nom d'Alaise n'est pas connu avant le XIe siècle ou le XIIe et il apparaît sous la forme Alasia, puis en 1278 sous la forme Elaise. Ernest Nègre interprète ce toponyme comme le nom de personne germanique Alati-us, cité par Marie-Thérèse Morlet, + -a, c'est-à-dire *Alatia (villa), seul capable de rendre compte du [a] d’Alasia, forme qui a régulièrement abouti à Alaise.
Dès 1858, un article du duc d'Aumale paru dans la Revue des Deux Mondes soulève les difficultés d'une localisation du siège à Alaise, alors que les déplacements des armées adverses s'expliquent mieux autour du mont Auxois. En outre, l'auteur estime que les guerriers gaulois retranchés à Alésia étaient moins de 80 000, chiffre cité par César.
Alaise n'a plus aujourd'hui, comme hypothèse, qu'une notoriété historiographique dans les milieux scientifiques et académiques.

### Les fouilles d'Alise sousNapoléonIII

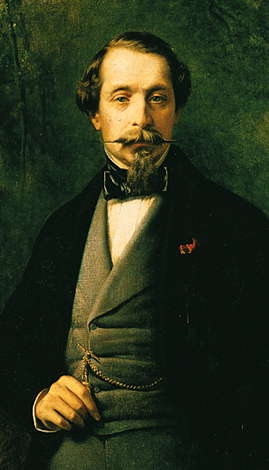
La passion de l'empereur Napoléon III pour l'histoire romaine et la guerre des Gaules suscite la première grande campagne de fouilles archéologiques en France, en particulier à Alise-Sainte-Reine.

C'est la découverte d'un important dépôt d'armes de l'âge du bronze près de la ferme de l'Épineuse, aux environs d'Alise, qui incite en 1861 l'empereur Napoléon III à programmer des fouilles autour du mont Auxois (voir site archéologique d'Alésia). L'association de ces armes à l'époque gauloise et à la bataille constitue un anachronisme notable, mais l'absence de typologies établies et datées est une lacune dont souffrent aussi au même moment les découvertes de tumulus du site concurrent, Alaise, qui se révéleront être elles aussi de l'âge du bronze.
Les fouilles sont commencées sous le patronage de Félix de Saulcy, savant responsable de la Commission de topographie des Gaules, puis sont placées, à partir de 1862, sous la direction du baron Eugène Stoffel. Ces fouilles ne font pas l'objet d'une publication détaillée et précise, mais furent réétudiées par la suite par la mission franco-allemande des années 1990. Leur déroulement exact, l'emplacement des trouvailles, la nature des vestiges ne sont pas non plus précisément exposés. Ce n'est que la redécouverte tardive d'archives, à la fin des années 1950, qui permet de mieux comprendre ces fouilles, et leur valeur.
La commission de topographie effectue 282 coupes sur les fortifications de César, fouillant d'avril à juillet, puis de novembre à décembre 1861, essentiellement dans la plaine des Laumes en été, puis vers le Réa dans l'automne. L'année 1862, jusqu'à la nomination de Stoffel en septembre, est consacrée à retrouver tout autour du site l'acquis de l'année précédente. Les fouilles sont donc effectuées dans toutes les directions. Selon Jacques Harmand, « la probité et l'efficacité de ces travaux apparaissent avec évidence lorsque l'on suit sur les plans et planche de la commission comme sur une sorte de film la progression des découvertes. » De la fin 1862 à 1865, Stoffel dirige les fouilles, s'appuyant sur place sur Paul Millot et Victor Pernet. Les fouilles s'attachent alors à préciser le tracé des contrevallations, à retrouver les camps, à rechercher systématiquement les dispositifs de défense, comme les trous de loup. Des fouilles ont aussi lieu sur le plateau du mont Auxois : des puits sont fouillés et des sondages pratiqués sur l'enceinte de l'oppidum. Les fouilles de Stoffel s'achèvent avec la publication de l'Histoire de Jules César écrite par Napoléon III. Le contexte d'après la guerre de 1870 limite momentanément les débats, qui réapparaissent dans les années 1900. En 1913, la commission des enceintes dresse une bibliographie sur la querelle occupant quatorze pages du Bulletin de la société préhistorique française.

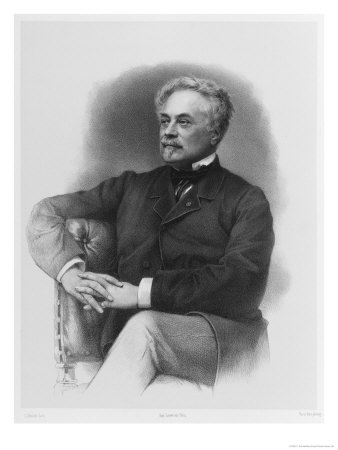
L'archéologue et numismate Félicien de Saulcy.
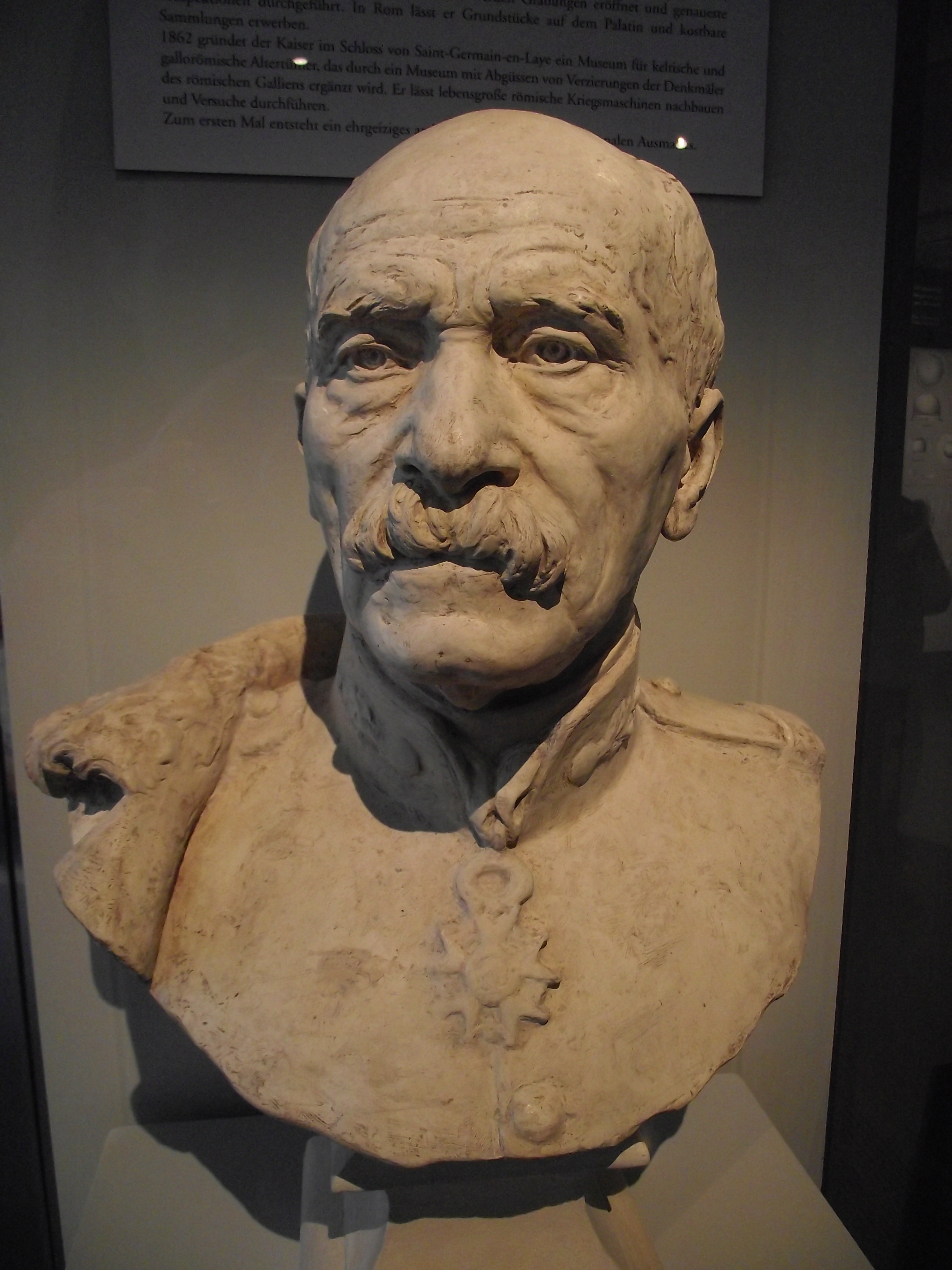
Eugène Stoffel, militaire, archéologue et écrivain.

### Les comparaisons topographiques de Victor Revillout
En 1856, un livre de Victor Revillout passe au crible les deux sites en concurrence, ceux d'Alise et d'Alaise, sur le critère d'une confrontation des écrits de César concernant la description topographique du siège et des combats militaires. L'auteur estime que le site ne peut en aucun cas être à Alise-Sainte-Reine, mais découvre aussi des incompatibilités topographiques avec celui d'Alaise.
C'est à partir de ce livre que des recherches s'orientent aussi vers les régions à l'est du pays, plus compatibles avec les écrits de César que la Bourgogne[réf. nécessaire].

## Nouveaux débats auXXesiècle

### Les fouilles d'Alaise dans les années 1950
En 1950 parait à titre posthume La bataille d’Alésia, de Georges Colomb, savant botaniste également connu comme dessinateur du sapeur Camember, qui avait déjà présenté des arguments en faveur d'Alaise en 1922, dans l'Énigme d'Alésia. Cette publication amène Lucien Febvre à réclamer en 1951 de vraies fouilles pour éclairer le cas d'Alaise. Des campagnes de fouilles sont menées en 1952 et 1953 par Maurice Dayet, puis complétées en 1953 par des sondages dirigés par Louis Déroche pour une association de soutien à Alaise. Ces fouilles ne révèlent que des vestiges bien antérieurs à la bataille ou médiévaux,. Jean Bérard, auparavant plutôt peu convaincu par Alise, conclut : « Il n’y a rien à Alaise ». En 1958, le livre de Jérôme Carcopino semble mettre un terme au débat, en faveur d'Alise.

### André Berthier, la méthode du portrait-robot et l'hypothèse de Chaux-des-Crotenay
En 1960, André Berthier, archiviste paléographe, conduit des fouilles à Tiddis, en Algérie. Il s'intéresse à la question d'Alésia en lisant le livre de Jérôme Carcopino qui présente les Mandubiens comme des « Séquanes de l'Ouest ». Berthier, grand admirateur de Carcopino, attend beaucoup de cet ouvrage, mais il est déçu par la faiblesse de l'argumentation et il enverra en 1966 à Carcopino un mémoire intitulé « Scepticisme devant Alise ». Déjà perplexe sur la topographie du site d'Alise Sainte-Reine, il n'est pas plus convaincu par le rapprochement Alise = Alésia : pour lui, Alésia est un nom générique, d'origine celte et désignant un escarpement, qui est très répandu. Alise comme Alaise peuvent provenir d'une même étymologie, cela n'en fait pas pour autant l'Alésia des Mandubiens. Selon lui toujours, sur les vingt-sept localités gauloises citées par César, seulement six ont conservé depuis leur nom, suivant le même cas de figure, il est donc tout à fait possible que l'Alésia citée par César l'ait perdu. Berthier estime qu'il doit être possible de retrouver Alésia par un moyen inédit en archéologie, la méthode du portrait-robot. Cette démarche consiste à forger, à partir du texte de César, un « portrait-robot » théorique du site d'Alésia, issu de quarante critères géographiques et tactiques, et de plaquer le schéma obtenu sur les cartes d'état-major d'une large zone couvrant le centre-est de la France. Il étudiera près de 300 sites. Imaginée en 1962, cette méthode ne fut formellement nommée par Berthier que dans les années 1980.
Berthier compare son portrait-robot ainsi obtenu aux deux principaux sites, Alise-Sainte-Reine et Alaise : selon lui, aucun des deux ne correspond à son modèle théorique. Berthier est d'autant plus motivé que le site officiel d'Alise-Sainte-Reine est selon lui en très « nette discordance » avec le portrait-robot, notamment du fait de sa taille.
La superficie de l'oppidum doit être vaste, potentiellement jusqu'à 1 000 ha, car il doit pouvoir accueillir une armée de 80 000 hommes, de nombreux troupeaux et les Mandubiens. Les descriptions employées par Jules César doivent s'appliquer à la lettre et ne pas être édulcorées. Berthier doit donc absolument trouver une plaine d'une longueur de 3 000 pas, soit 4,5 km et deux rivières de chaque côté, au pied même (radices) de l'oppidum. Sur les cartes d'état-major qu'il s'est procurées et à l'aide de son « portrait-robot », André Berthier étudie tout d'abord l'oppidum d'Alise-Sante-Reine et la Côte-d'Or, puis il descend progressivement jusque dans le Jura, éliminant site après site avant de s'arrêter sur un vaste éperon barré, montagneux et totalement inconnu situé à Chaux-des-Crotenay.
À partir de 1964, il multiplie les demandes de fouilles qui se heurtent presque systématiquement à des refus : Michel Reddé emploie d'ailleurs le terme de « guerres picrocholines » avec les services de l'État pour qualifier cette période, quand A. Berthier parle lui de véritable comédie. Le professeur Lucien Lerat, directeur des Antiquités de Besançon, farouche adversaire de Berthier de la première heure, mettra sa démission dans la balance dès 1965, elle fut refusée mais une deuxième demande aboutira en 1971,. Berthier finit par se rendre directement auprès des ministres. Il obtient d’eux quelques autorisations de courte durée et s'attire les foudres des autorités archéologiques. Une campagne de fouilles de sauvegarde réalisée en tranchées de sondage met au jour plusieurs structures. Il obtiendra quatre autres campagnes de fouilles, de durée et d'espace très limités, qui ne feront pas l'objet de publications scientifiques. Par la suite, les sondages menés sur le site viendront fortement compromettre les interprétations de Berthier : parmi tous les échantillons de céramique prélevés sous la côte Poire, lieu présumé du camp nord décrit par César, la période de La Tène finale, celle de la guerre des Gaules, est quasiment absente de la documentation, le site s'avérant être occupé au Haut-Empire plutôt qu'à l'époque de César. Au total cinq fouilles et neuf sondages ont été autorisés à Chaux-des-Crotenay. Ces campagnes, rapidement interrompues par l'absence de résultats probants attestant d'un site celtique, n'ont pas fait l'objet de publication scientifique véritable, en partie du fait des désaccords interprétatifs entre Berthier et les différents spécialistes mobilisés par les instances archéologiques nationales. L'ensemble des rapports des fouilles autorisées a été auto-édité en accès restreint et payant sur le site ArchéoJuraSites qui a numérisé les archives d'André Berthier. Elles ne sont consultables que sur inscription au site internet et sur adhésion à l'association. C'est à l'heure actuelle cette association qui détient le mobilier archéologique découvert à l'occasion des trois fouilles autorisées à Chaux-des-Crotenay, et qui détient de fait plein pouvoir sur l'étude et la publication de celui-ci, comme le soulignent plusieurs archéologues et historiens dans un manifeste en réponse à Danielle Porte et ArchéoJuraSites.
En 1980, Berthier fonde l'Association Lemme et Saine d'intérêt archéologique (A.L.E.S.I.A.) pour soutenir ses hypothèses. En 1984, il récapitule sa démarche et ses hypothèses, en particulier « la méthode du portrait-robot » au 109e Congrès national des sociétés savantes tenu à l'université de Dijon. En 1990, il publie un ouvrage en collaboration avec André Wartelle.
En 2008, le journaliste intéressé par l'histoire Franck Ferrand appelle à accomplir des fouilles « ambitieuses », et déplore leur absence, même si la ville a été « brûlée, rasée, promise au néant » au terme du siège.
André Berthier et son successeur Danielle Porte, ou encore le cinéaste Jean-Pierre Picot, estiment avoir retrouvé des fortifications gauloises, des murs délimitant un espace urbain, des monuments cultuels protohistoriques, des camps et des fortifications romaines, mais n'en ont pour l'instant publié aucun résultat probant.
L'association ArchéoJuraSites, qui poursuit la « promotion » du site, a hérité des archives et documents rassemblés par André Berthier jusqu'à son décès en 2000. La mairie de Chaux-des-Crotenay lui a permis d'installer une petite exposition dans l'ex-poste du village. L'association a par ailleurs entrepris la numérisation des archives d'André Berthier, l’essentiel des documents est désormais en ligne sans faire l'objet d'une publication scientifique vérifiée puisqu'il s'agit des archives personnelles de Berthier, notamment constituées de très nombreuses correspondances.
La méthode du portrait-robot, qui n'est pas considérée dans l'enseignement universitaire comme probante, a été réfutée en 1984 par Gilbert Charles-Picard et Richard Adam qui publie aussi une critique du site de Chaux dans son ensemble. En 2001, Marie-Pierre Rothé, auteur d'une carte archéologique de la Gaule pour le Jura considère que sur les communes de Crans et de Syam, secteur de la Grange d'Aufferin, si des occupations datées de La Tène III ainsi que de l'époque gallo-romaine sont bien attestées, l'époque républicaine n'est pas représentée significativement et « il n'y a aucune preuve de camp romain ». Elle signale aussi qu'un fanum commémoratif serait en fait médiéval suivant les travaux de l'archéologue Chr. Meloche ; concernant Chaux-des-Crotenay, elle explique qu'André Berthier a voulu y voir un grand oppidum sans fournir d'indices archéologiques. La thèse est de nouveau critiquée en 2003 par Michel Reddé, ancien vice-président du Conseil national de la recherche archéologique (C.N.R.A.) et directeur d'études à l'École pratique des hautes études (EPHE) qui insiste sur le caractère abstrait de la méthode du portrait-robot, forcé voire erroné. Les critiques de l'hypothèse insistent aussi sur l'absence de découverte archéologique probante (matériel daté par stratigraphie et typologie) et sur le caractère exceptionnel qu'occuperait ce site dans la typologie des oppida celtiques de la fin de l'époque de La Tène (surface, organisation). Du 14 au 26 octobre 1996, le quartier du Pont de la Chaux est fouillé par l'État, qui veut y installer une ZAC, sans concertation avec l'association d'André Berthier. Celle-ci critique le rapport. Les conclusions du rapport d'opération indiquent que les 31 sondages se sont révélés négatifs et ne comportent pas de traces d'occupation gauloise.

### Autres sites hypothétiques proposés
Dans une étude de 1985, Jean-Yves Guillaumin, proche d'André Berthier, avait souligné que seuls trois sites (Alise-Sainte-Reine, Chaux-des-Crotenay et Alaise) avaient fait l’objet d’études et de débats de niveau national. À partir de la fin des années 1980, la plupart des sources secondaires et tertiaires parlent d'un débat entre Alise et le Jura,,,. En 2003, M. Reddé signale qu'« on compte plusieurs dizaines de sites régulièrement proposés à l'attention du public », et il précise que la plupart des Alésia alternatives sont situées en Franche-Comté.
Pour autant, Élisabeth Rabeisen, conservatrice d’Alise-Sainte-Reine, affirme en 1999 que nous disposons de 3 850 sites potentiels bien qu'elle n'en énonce que 17, proposés entre 1695 et 1984, quant à la médiatrice culturelle du MuséoParc Alésia, Maud Goldscheider, elle indique en 2016, sans les lister, que depuis « cent cinquante ans, plus de 1 200 sites ont déjà revendiqué être Alésia, jusque dans le sud-ouest de la France ». Parmi ceux qui ont été défendus sur la base de sources historiques, outre Alaise et Chaux-des-Crotenay, deux autres sont aussi situés dans le Jura :
- Izernore a dès 1865 été proposé comme lieu possible de la bataille par Jacques Maissiat[95]. Il est encore défendu par Ferréol Butavand, ingénieur polytechnicien originaire du village proche de Nurieux-Volognat dans les années 1930[96], puis ne fait plus parler de lui.
- Novalaise en Savoie (territoire des Allobroges) est proposée en 1866 par Théodore Fivel[97]. Cet architecte de Chambéry soutenait l'étymologie Nova Alesia, « Nouvelle Alésia », erronée selon les toponymistes qui proposent un dérivé de novalia « terres nouvellement défrichées »[98].
- Un autre site escarpé est proposé à Salins-les-Bains[99], par un livre de Pierre et Marcel Jeandot de Mouchard, en 1974, se fondant une nouvelle fois exclusivement sur les indications topographiques du récit de Jules César[100]. L'oppidum « Le Camp du Château » de Salins-les-Bains n'a finalement livré aucune trace archéologique attestant d'une occupation ou d'une bataille à l'époque de la guerre des Gaules[101], même s'il a bien abrité un important habitat celte durant la période de Hallstatt et au début de l'époque de La Tène, soit respectivement huit et quatre siècles avant les événements de la guerre des Gaules.

De nombreux sites ont été proposés sans sources historiques, ni écrites ni archéologiques. En 1936, Xavier Guichard propose de retrouver dans le toponyme Alésia l'indice d'une géométrie sacrée perdue, spéculations qui paraissait à l'historien Lucien Febvre du temps et de la peine perdus à base de calembours. En Bourgogne, Aluze a été proposée, sans aucun succès. La commune de Guillon a été avancée en 1984 comme site de la bataille par Bernard Fèvre, carrier à Guillon,. Les structures vues comme des témoignages des fortifications par les partisans du site sont interprétées par les services locaux d'archéologie comme des épierrements agraires, des vestiges médiévaux ou plus récents encore. Fèvre développe une interprétation ésotérique de sa découverte, la mettant en rapport avec la légende de l'Atlantide. La localisation d'Alésia à Guillon est reprise par l'auteur Sylvain Tristan, selon qui Alésia aurait été l'héritière d'un peuple qui aurait été à l'origine des monuments mégalithiques. Elle ne repose sur aucun constat scientifiquement publié. L'hypothèse du village de Luzy, chef-lieu de canton de l'arrondissement de Château-Chinon, dans le département de la Nièvre, est également avancée.

### Le site d'Alise Sainte-Reine: la reprise progressive des enquêtes de terrain

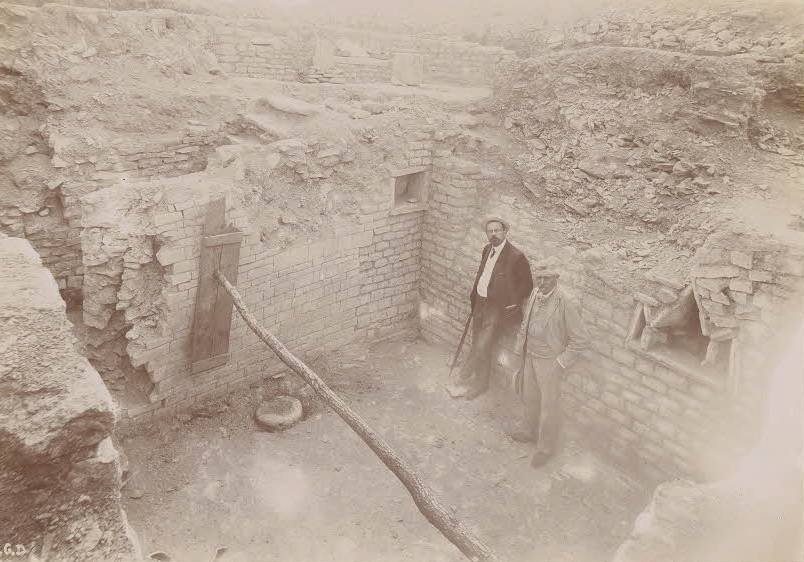
Fouilles d'Alise en 1908
(Archives nationales).

À partir de 1905, Émile Espérandieu mène des fouilles régulières au mont Auxois. Ces campagnes, comme en 1911 et 1912, sont d'abord limitées. Il pense identifier plusieurs destructions successives de la ville d'Alésia et plusieurs batailles dans l'Antiquité : celle de César, une sous les empereurs julio-claudiens, une autre à la fin du IIe siècle, une autre encore vers 275 et une dernière enfin au IVe siècle. On sait désormais que ces destructions supposées sont en fait très hypothétiques, étant déduites ou supposées à partir de traces très ponctuelles, notamment pour les destructions postérieures à celle de César.

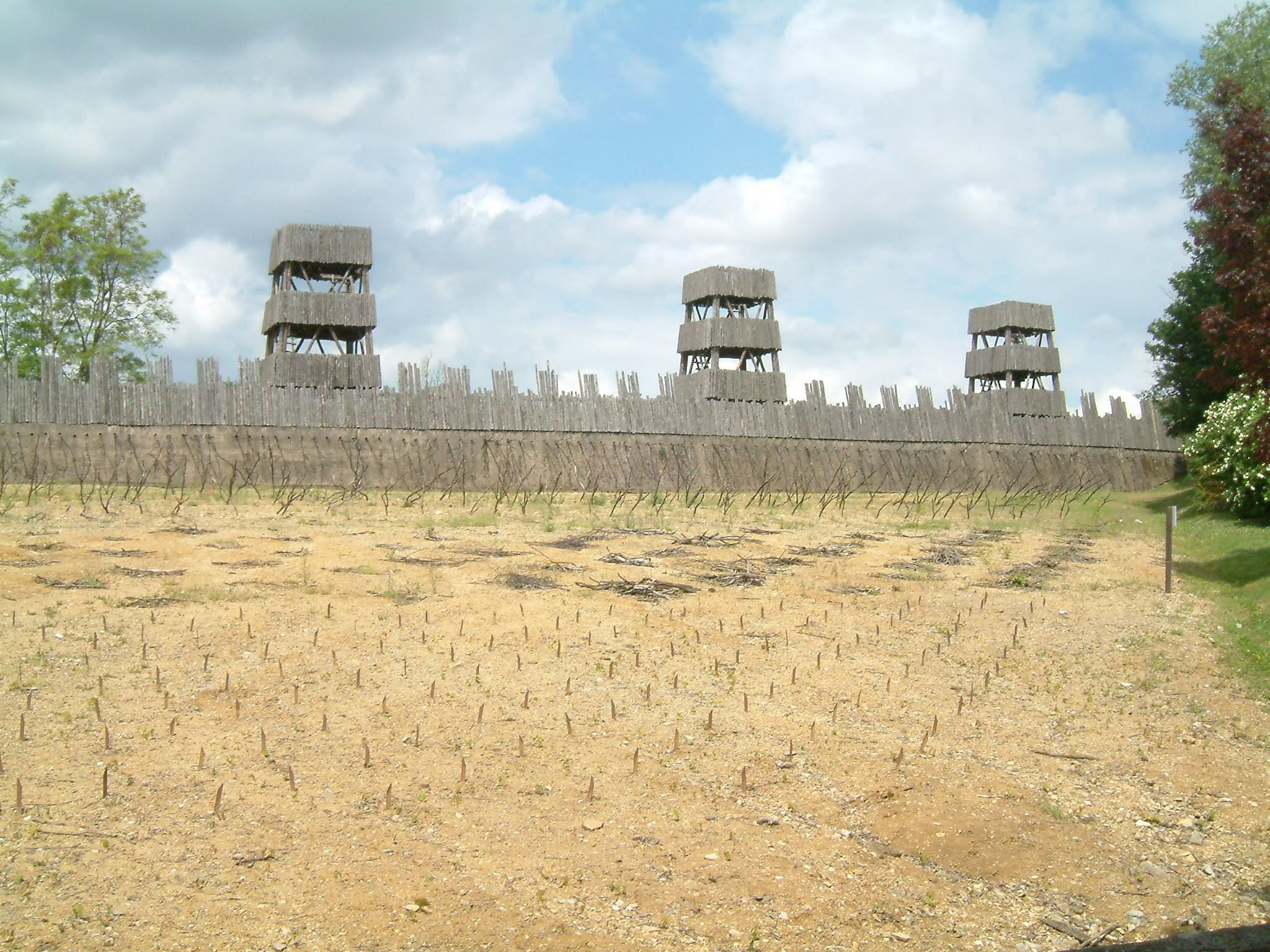
Réplique des fortifications utilisées lors du siège d'Alésia (Archéodrome de Beaune, Merceuil, Bourgogne). Les lignes de retranchement sont constituées de palissades précédées de pièges divers (abattis artificiels, trous de loups, « aiguillons » formés de pieux très courts surmontés de petits fers).

Après 1908, c'est Jules Toutain qui reprend la direction des fouilles à Alise, en association avec Victor Pernet d'abord, puis seul, et ce jusqu'en 1958. Les fouilles, qui ont lieu sur le plateau, révèlent surtout la ville gallo-romaine mais se heurtent aussi à des difficultés matérielles. Toutain défend régulièrement la localisation à Alise, arguant d'un faisceau de preuves lui permettant de dire que le doute s'évanouit. Jusque vers 1950, le dossier d'Alise ne connaît donc pas de bouleversement important, l'intégralité des fouilles du XIXe siècle n'étant alors pas contestée. Le bimillénaire de la bataille en 1949 suscita cependant un nombre important de publications dont plusieurs réfutations de la thèse d'Alaise. Dans ces publications, la toponymie est avancée comme un argument en faveur d'Alise, dans un problème déjà résolu, selon l'expression utilisée par Raymond Lantier dans son bilan des recherches archéologiques publié en 1953.
À la fin des années 1950, cette situation change assez rapidement. Ce sont d'abord les analyses numismatiques de Jean-Baptiste Colbert de Beaulieu qui démontrent l'authenticité des trouvailles monétaires effectuées au XIXe siècle sur le site d'Alise. Les découvertes de Colbert de Baulieu sont rapidement prises en compte par Jérôme Carcopino dans son ouvrage sur la bataille d'Alésia et apportent un argument fort en faveur de la localisation à Alise : le site a bien abrité, à la fin de la guerre des Gaules, un atelier monétaire de crise, émettant des monnaies obsidionales de Vercingétorix, utilisant même les coins des monnaies d'or pour frapper des monnaies de bronze ou de laiton.
Dans la même période, la redécouverte et la publication d'archives des fouilles du Second Empire révèlent leur précision et donnent un aperçu plus précis de ce qui avait été alors dégagé,,,, notamment la topographie des considérables structures de siège repérées alors (fossés, palissades, camps, tours).

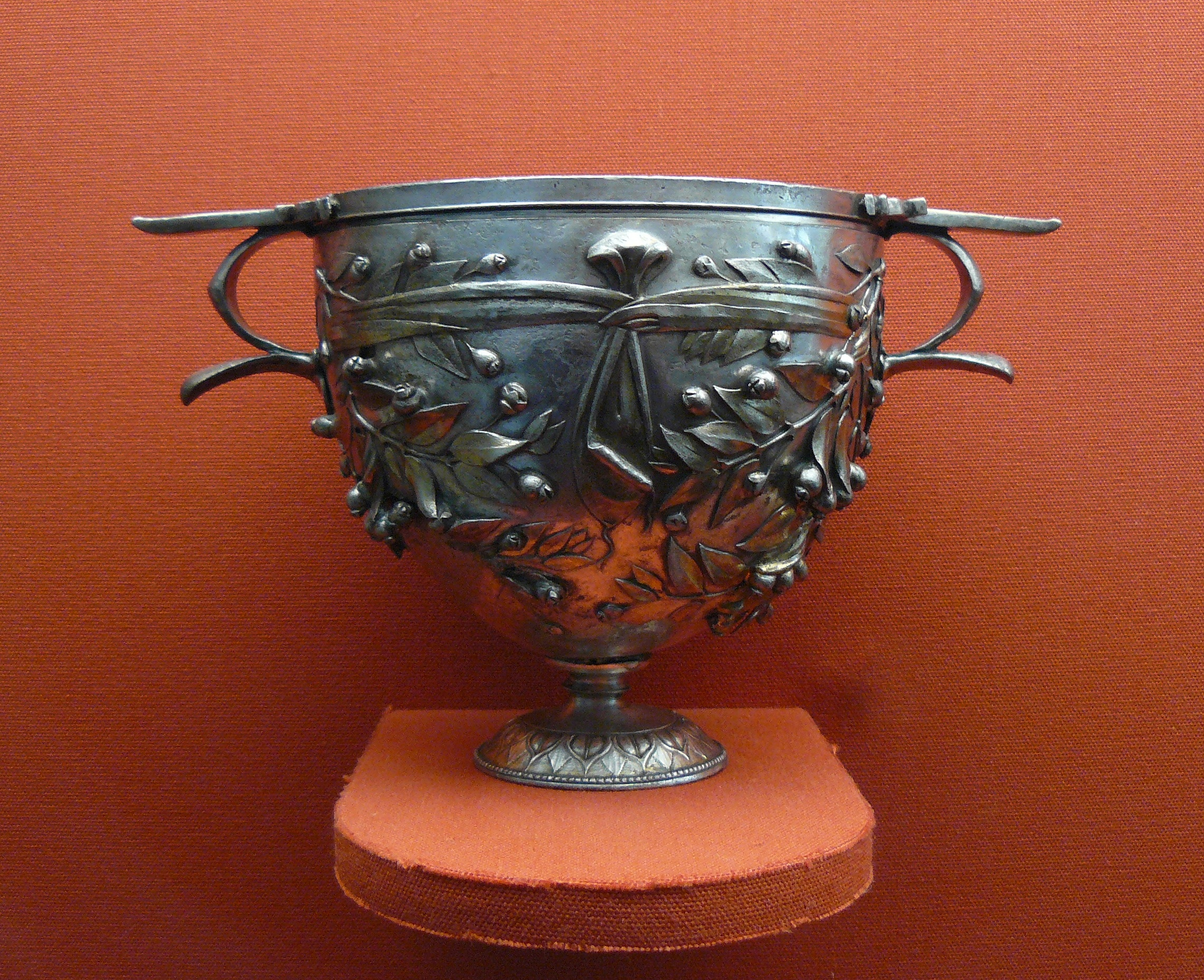
Canthare en argent trouvé à Alise lors des fouilles de septembre 1862 dans le fossé extérieur de la circonvallation des Laumes. Il est aujourd'hui exposé au musée d'Archéologie nationale.

Enfin, à partir de 1958, Joël Le Gall consacre nombre de recherches historiques au site d'Alise. Revenant sur les destructions multiples supposées, il n'identifie formellement qu'un épisode, à l'époque de Septime Sévère. Il publie de nouvelles découvertes archéologiques et met systématiquement en rapport les fouilles passées, surtout les archives des fouilles du Second Empire et les nouveaux apports de l'archéologie : nouveaux objets, nouvelles méthodes. Il souligne que les photographies aériennes ont fait apparaître les fossés des deux lignes de retranchement (contrevallation à l'intérieur, circonvallation à l'extérieur) et qu'au total « les fossés de César représentent une longueur de 40 kilomètres et supposent la présence de 50 à 70 000 hommes ».
En 1963, dans Alésia. Archéologie et histoire, il s'attache à présenter l'état des connaissances archéologiques du site d'Alise, entraînant dès la fin des années 1960 la conviction de beaucoup d'historiens, en France et aussi ailleurs. Ainsi, à propos de son livre, André Chastagnol dit en 1969 que « l'identification ne saurait plus désormais être remise en question ». En 1974, Joël Le Gall publie l'une des tessères portant le nom des Alisienses, habitants d'Alésia. Ses travaux portent aussi sur la publication des textes antiques concernant le site et surtout sur la publication, en 1989, des archives des fouilles de Napoléon III. Ces archives montrent la minutie et la précision des fouilles menées par la commission de 1861 et par contraste le côté brouillon de celles menées par Stoffel, qui procédait cependant à une tout autre échelle. À cette date toutefois, la fiabilité des découvertes du Second Empire a reçu une autre confirmation. Les décennies suivant 1960 connaissent aussi le développement de la prospection aérienne. Les photographies prises par René Goguey au cours de multiples survols du mont Auxois révèlent les très nombreux dispositifs de siège que les tranchées des fouilles du XIXe siècle avaient recoupés,. En 1983, dans une étude consacrée au célèbre canthare en argent trouvé à Alise, Michel Lejeune montre que l'on ne peut contester l'authenticité de la trouvaille et qu'il faut exclure une fraude des fouilleurs du Second Empire. Il rappelle toutefois que cela n'entraîne pas une certitude absolue sur sa date, l'objet précieux ayant pu être enfoui par son propriétaire bien après la bataille. En 1987, la Revue historique des armées publie un dossier sur « Alésia au mont Auxois » qui fait le point sur l'état des connaissances acquises à l'époque par les spécialistes.

## La question après les fouilles franco-allemandes d'Alise

### Les nouvelles fouilles
Dans la perspective d'une mise en valeur du site d'Alise, la direction archéologique du ministère de la Culture propose en 1990 la reprise de fouilles importantes. C'est l'occasion de reprendre avec des méthodes contemporaines l'exploration scientifique du site, et la possibilité de trancher les querelles ouvertes par Berthier sur la localisation. Sous la direction du ministère de la Culture français et en collaboration avec la Römisch-Germanische Kommission de l'institut archéologique allemand, un programme de fouilles commence en 1991 sous la direction de Michel Reddé et de Siegmar von Schnurbein. Il s'achève en 1997. Il confirme les trouvailles et la topographie dégagées sous le Second Empire. La découverte de deux balles de fronde dont les inscriptions (« T.LABI ») sont attribuées au légat de César, Titus Labienus a été soulignée, et identifient d'après Michel Reddé « sans contestation possible » le camp C à celui de Labienus.
Des sondages préliminaires sont exécutés durant l'année 1990, et les années suivantes voient des campagnes de fouilles plus importantes : trois mois en 1991 et en 1992 durant lesquels est pratiquée l'exploration archéologique de grandes surfaces planes. Un premier bilan est présenté en 1993 à l'Académie des inscriptions et belles lettres.

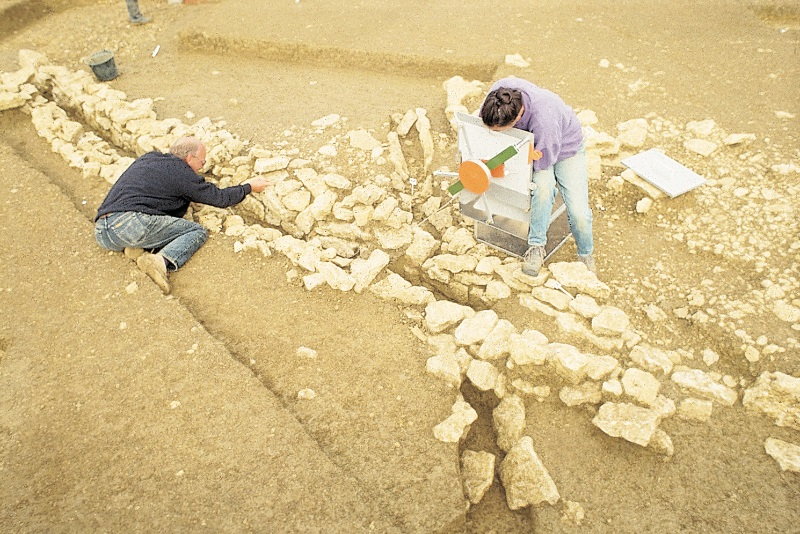
Jürgen Köhler, chef de chantier de l'équipe allemande, relevant des drains (gallo-romains) découverts dans la plaine des Laumes (fouilles de 1992, photo de Michel Reddé).
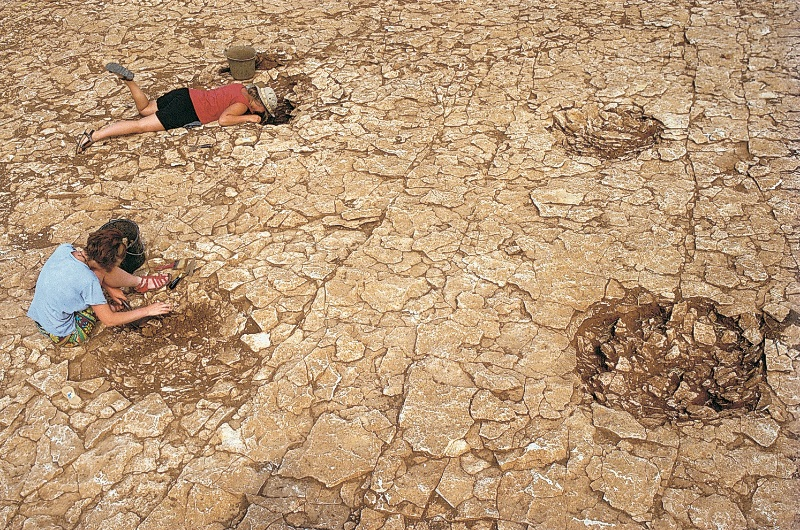
Étudiants français fouillant la circonvallation au sud du camp C (fouilles de 1992, photo de Michel Reddé).
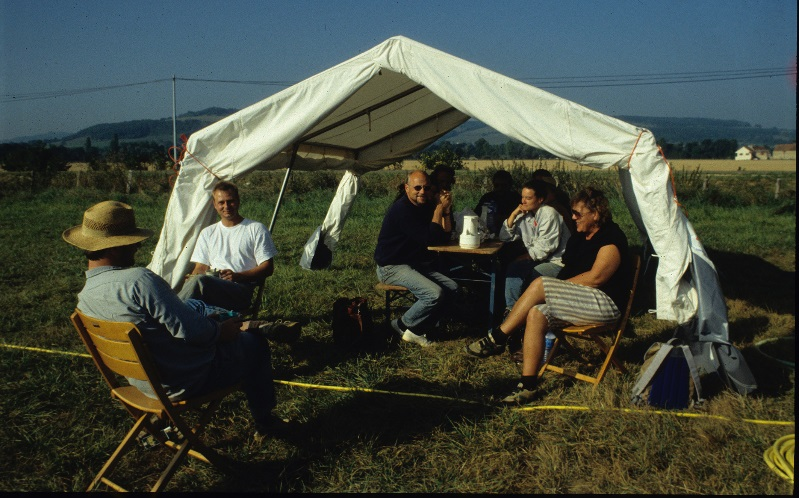
L'équipe allemande au repos. Au centre : Jürgen Köhler (fouilles de 1992, photo de Michel Reddé).

### Un consensus dans la communauté des historiens et archéologues

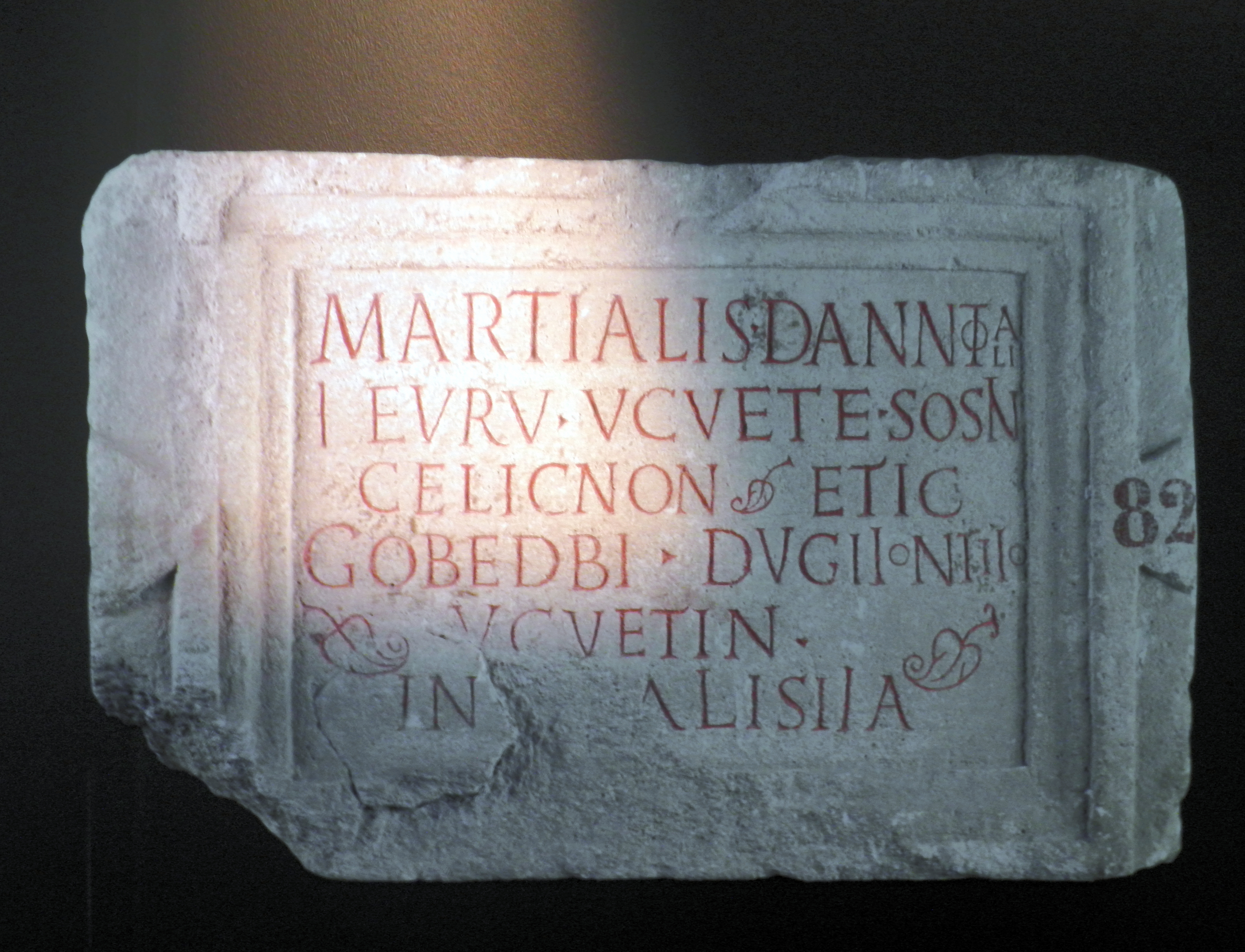
La dédicace de Martialis avec la mention « Alisiia », exposée au MuséoParc Alésia, Alise-Sainte-Reine en Côte-d'Or, Bourgogne-Franche-Comté.

Les fouilles réalisées sur le site d'Alise-Sainte-Reine dans les années 1990, et la publication de leurs résultats en 2001 tranchent définitivement la question pour la communauté scientifique des historiens et archéologues. Leur apport a été entériné dans des ouvrages de référence issus de coopérations scientifiques internationales et en particulier dans un colloque international qui a comparé les approches scientifiques et archéologiques des champs de bataille d'Alésia et de Teutoburg. Les fouilles d'Alésia permettent le développement d'une archéologie du champ de bataille et offrent un site de référence pour la datation des artefacts.
L'historien Maurice Sartre n'en prophétise pas moins que :

« [l]es superbes volumes qui présentent les résultats des fouilles franco-allemandes des années 1991-1997 ne mettront pas un terme à cette polémique ignorée à l'étranger puisqu'elle relève du fantasme, non de la recherche scientifique. […] Gageons […] qu'en dépit de toutes les preuves accumulées, des Alésia fantasmatiques continueront longtemps d'apparaître aux endroits les plus improbables, pour le bonheur de leurs inventeurs et des journalistes en mal de copie. C'est que, contre les mythes, l'historien reste impuissant. »

Les archéologues Jonhattan Vidal et Christophe Petit observent que malgré le consensus dans la communauté des historiens et archéologues, « des localisations alternatives du site sont toujours défendues et cette pseudo-controverse trouve un écho médiatique inespéré au regard de la faiblesse des arguments évoqués [sic]. On s’interroge ici sur les questions éthiques que soulèvent de telles présentations médiatiques de sujets archéologiques, lorsqu’elles soumettent une question scientifique à des considérations mercantiles ». Ils notent que les promoteurs des théories alternatives accusent le plus souvent les historiens et archéologues de cacher des preuves et les services de l'État de persécution. Bien que chacune des théories alternatives ait son propre parcours, elles comportent « d'importants traits communs avec un vocabulaire et une sémantique caractéristiques du complotisme dont plusieurs particularités sont détectables : le renversement de la charge de la preuve […] L'emploi de la méthode hypercritique […] Le tout avec un évident biais de confirmation de l'hypothèse puisque la théorie du complot se justifie par elle-même. Elle permet ainsi de discréditer ses contradicteurs et donc de ne pas être réfutable ».
L'archéologue, philologue et historien Michel Reddé observe que ce type de polémique trouve un terreau favorable dans le cadre de « la professionnalisation récente de l'archéologie, inévitable et nécessaire ». Autrefois « peu structurée autour de grands laboratoires de recherche ou d'une administration patrimoniale ayant une large capacité d'intervention sur le terrain » au profit d'un « réseau dense d'amateurs et d'associations savantes locales », l'archéologie métropolitaine s'agence en 2008 selon un schéma exactement inverse. Les difficultés de financement des sociétés savantes s'ajoutent à la part congrue qu'elles occupent sur le terrain des fouilles.
En conséquence, Michel Reddé relève que :

« Cette situation crée d'inévitables conflits d'intérêts avec les professionnels, et l'on met volontiers en regard les sommes réputées fantastiques investies dans les récentes fouilles franco-allemandes autour du Mont-Auxois, commandées par le ministère de la Culture, avec le refus du site de Syam d'une autorisation de fouille accompagnée de moyens adéquats. Ceci alimente nécessairement la thèse d'un complot. À la vérité “officielle”, on oppose donc une recherche pauvre, mais faite d'intuition, de bon sens, de bonne volonté et d'enthousiasme. Au mandarin universitaire, réputé sûr de lui, on préfère l'image sympathique de l'amateur persécuté, car tout homme qui sait le latin et est doué d'un sens aigu de l'observation peut faire des fouilles archéologiques. Du moins le croit-on volontiers. C'est là une vision naïve et obsolète de la recherche, qui conduit à de terribles mécomptes, et explique, notamment, la grande déficience technique des sondages pratiqués à Syam/Chaux-des-Crotenay, qu'illustre involontairement, mais cruellement, la publication consacrée à ce site par ses inventeurs [à savoir l'ouvrage de Danielle Porte, L'Imposture Alésia, 2004]. »

Les archéologues et historiens Jean-Louis Brunaux, Maurice Sartre et Jean-Louis Voisin, reprennent la conclusion de Reddé : « Si ce site, entouré d'un murus gallicus, qui s'appelait dans l'Antiquité “ALISIIA”, qui a fourni le plus grand complexe militaire d'époque tardorépublicaine actuellement connu, des quantités d'armes à la fois romaines, celtiques, bien datées de La Tène D2, mais probablement aussi germanique, des balles de fronde frappées au nom de Labienus, n'est pas l'Alésia césarienne, c'est que le hasard fait vraiment mal les choses ». Et Brunaux de finir : « Désormais, il ne peut plus être question de hasard. Mais les fantasmes et la mauvaise foi peuvent-elles être raisonnés ? ».

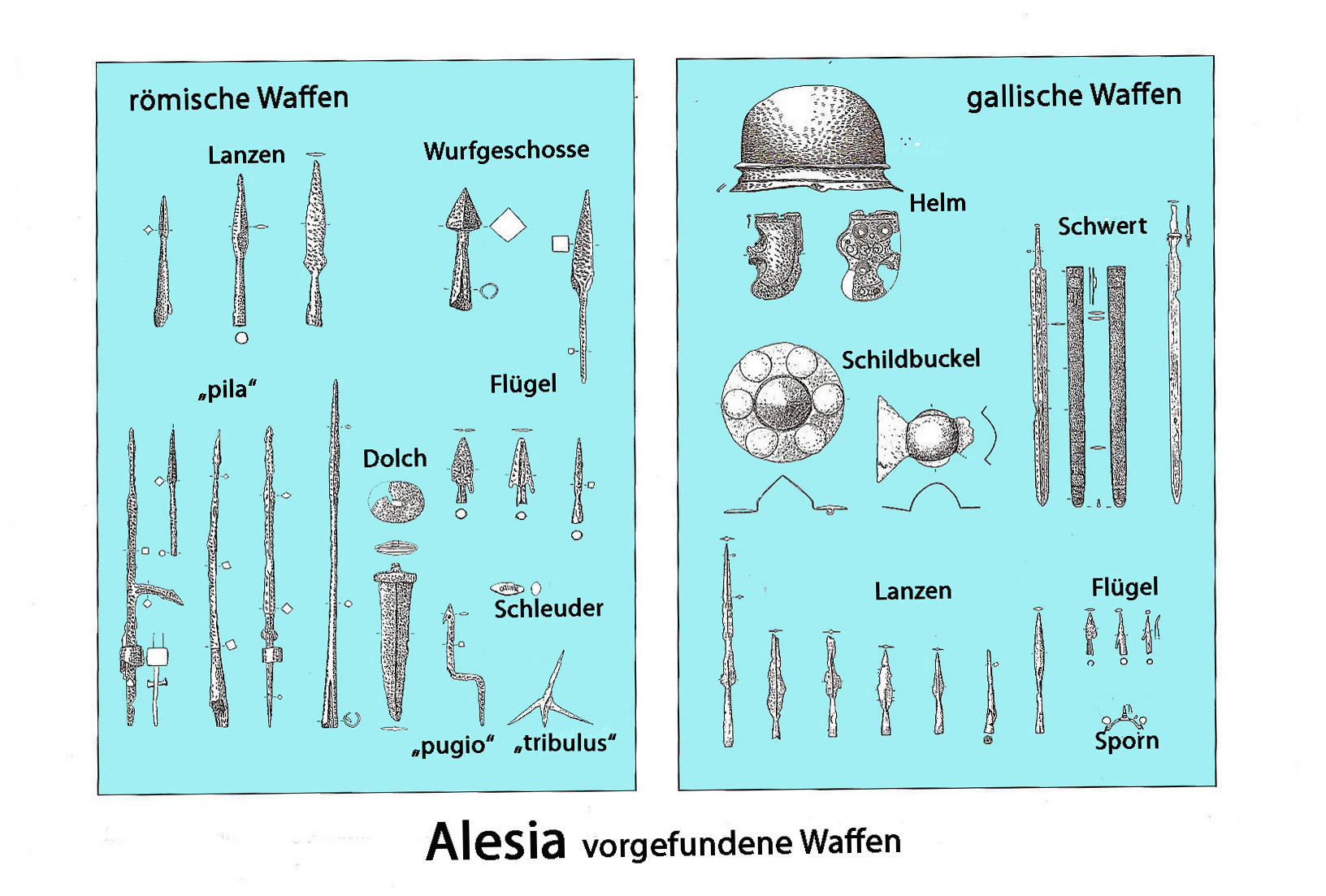
Planches d'armements découverts à Alésia lors des fouilles (armes romaines à gauche et gauloises à droite)
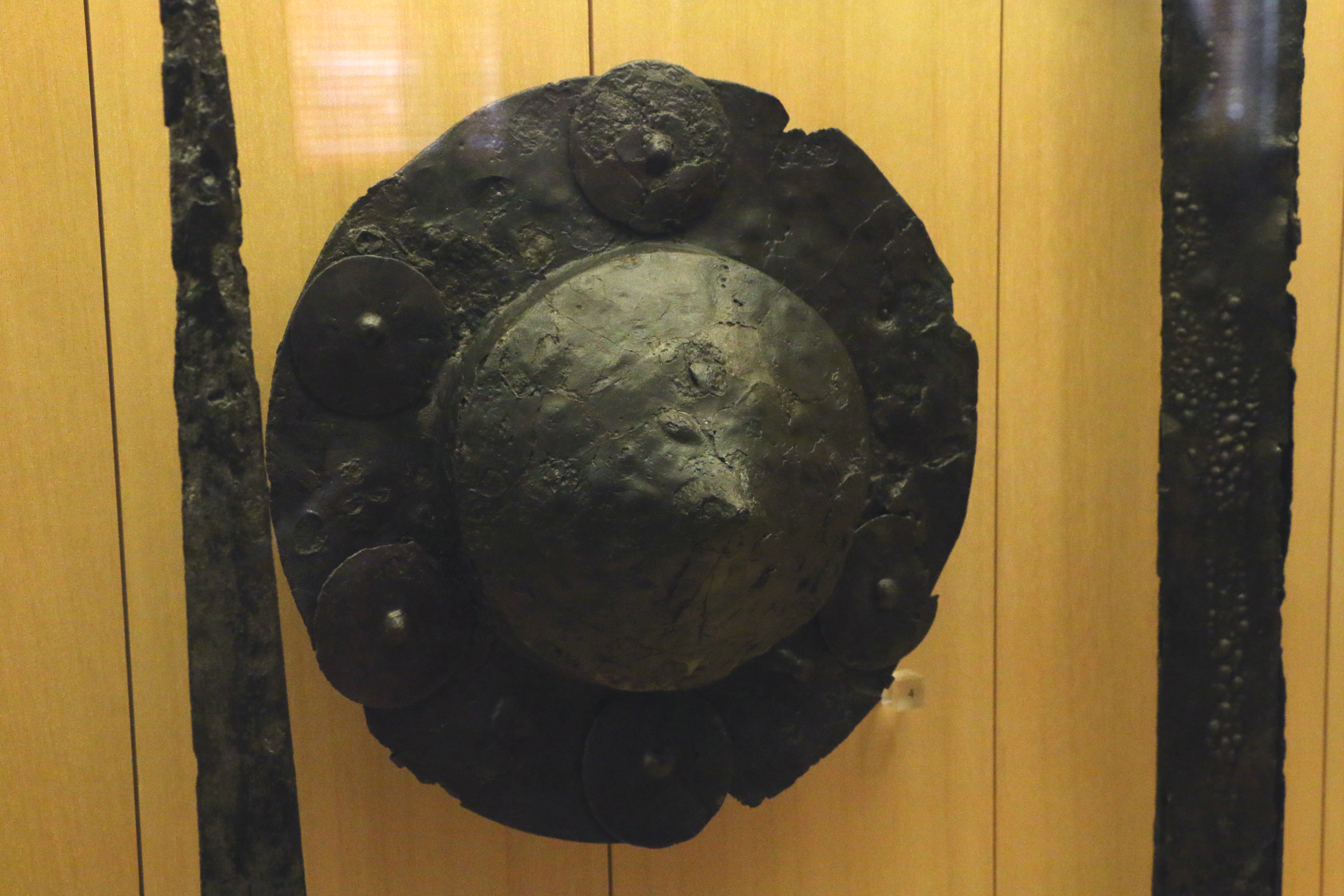
Umbo de bouclier germanique découvert à Alésia - Musée d'Archéologie Nationale de Saint Germain en Laye
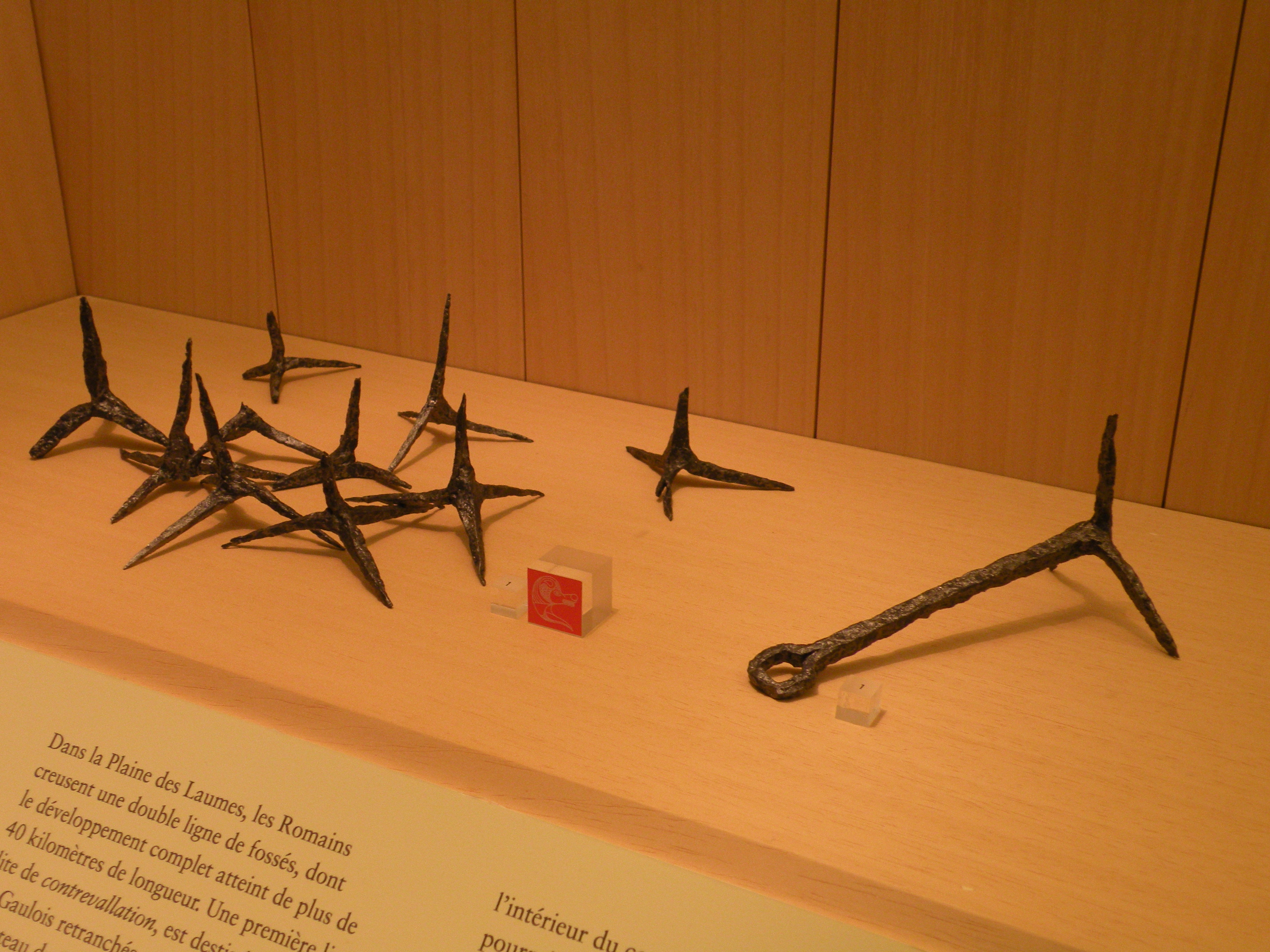
Tribuli romains découverts à Alésia - Musée d'Archéologie Nationale de Saint Germain en Laye
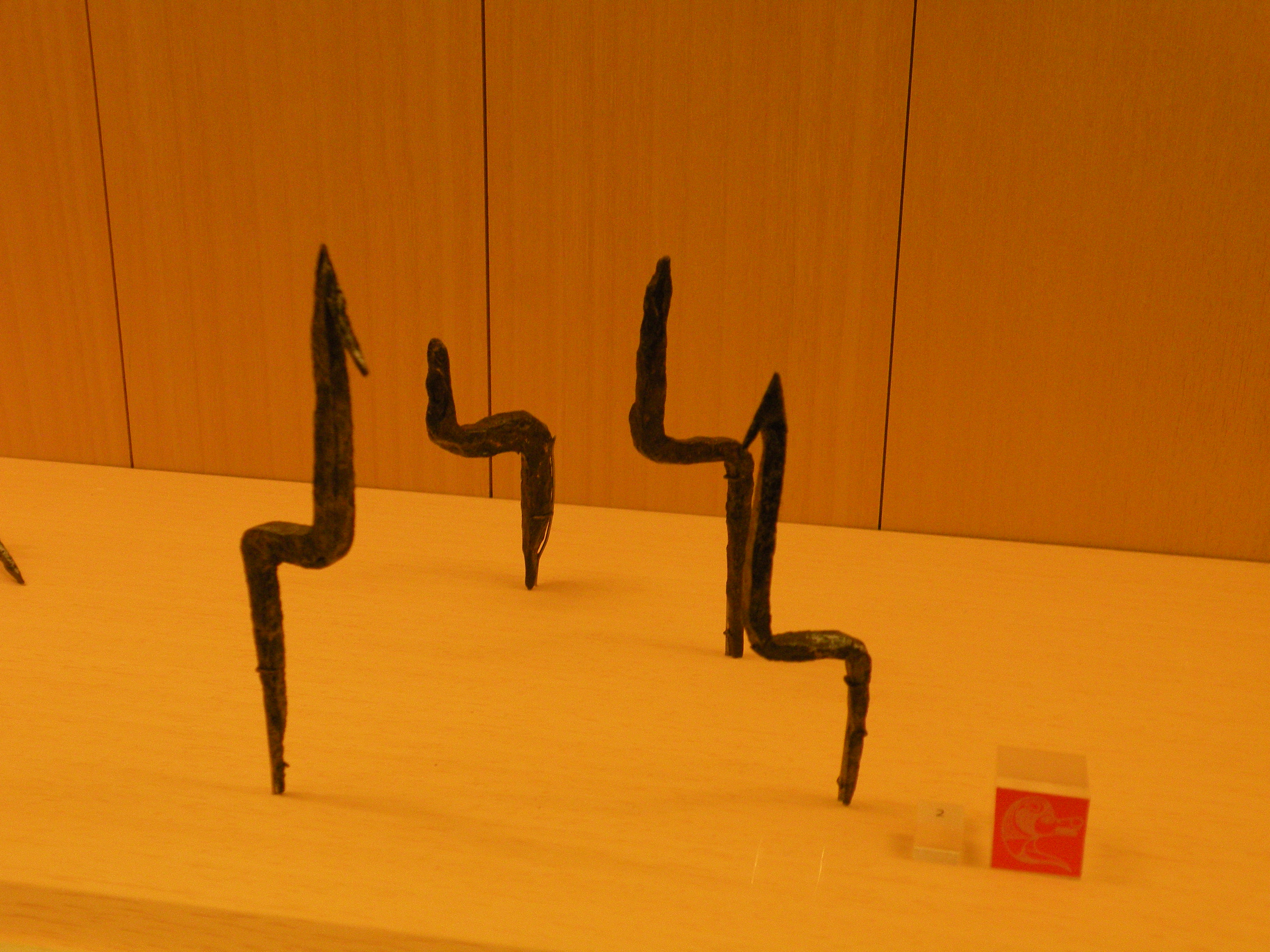
Stimuli romains découverts à Alésia - Musée d'Archéologie Nationale de Saint Germain en Laye
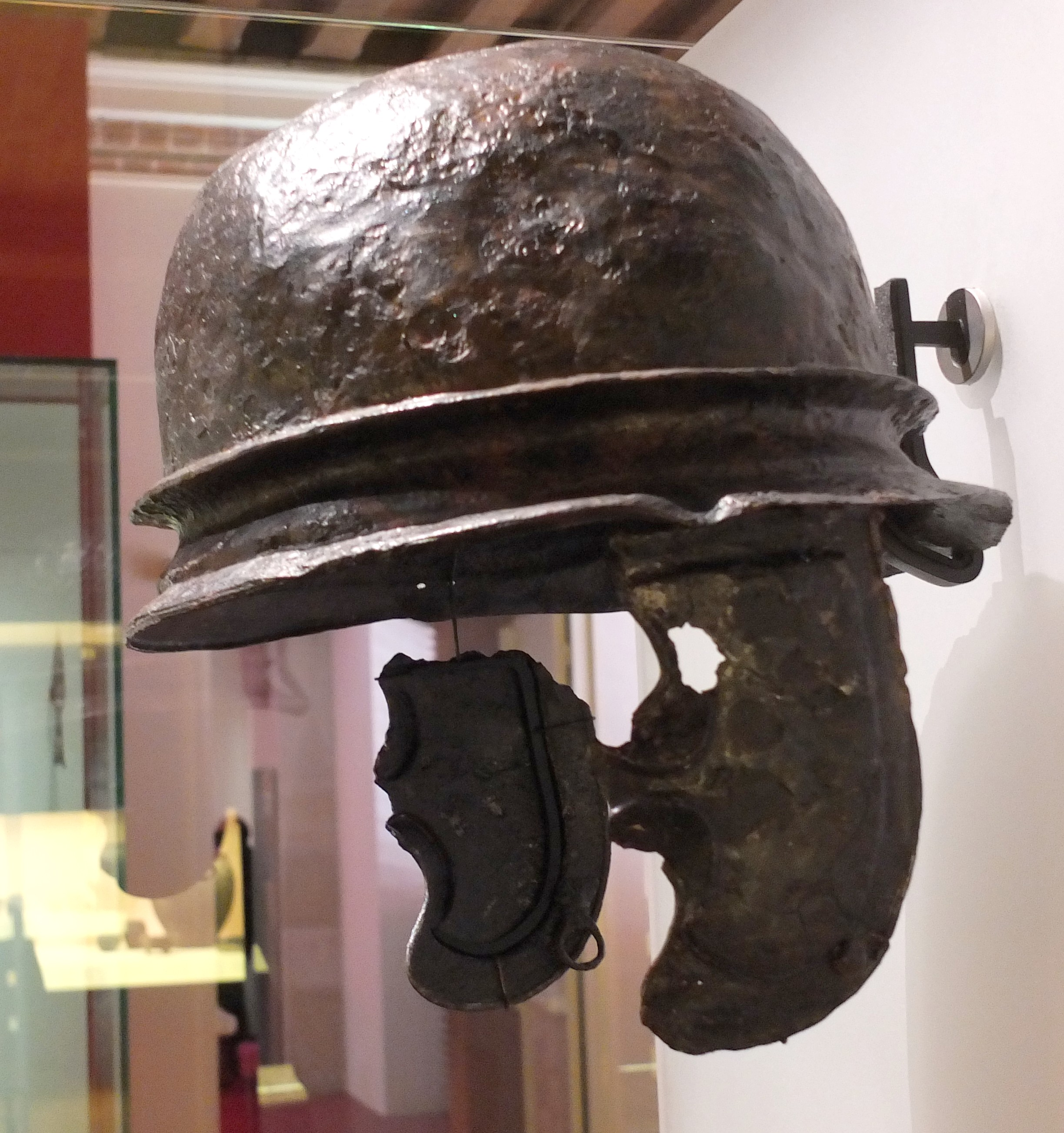
Casque en fer découvert à Alésia - Musée d'Archéologie Nationale de Saint Germain en Laye
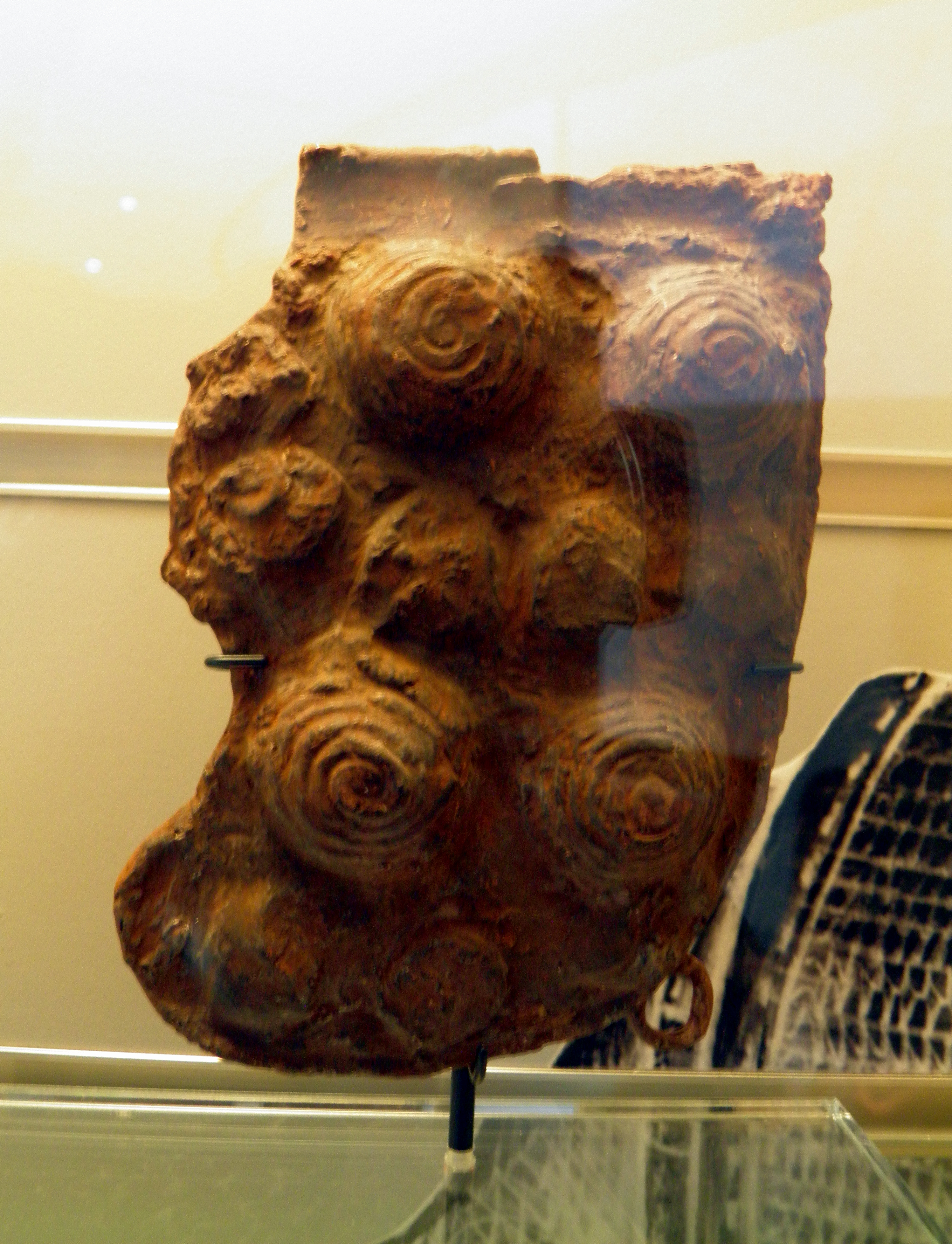
Copie en plâtre d'une paragnathide de casque gaulois découverte à Alésia - MuséoParc Alésia

### Les polémiques médiatiques auXXIesiècle
En décembre 2008, un reportage d'investigation intitulé Alésia, la bataille continue produit par Canal+ et portant sur les sites d'Alise-Sainte-Reine et Chaux-des-Crotenay, provoque une vive réaction parmi les grands noms de l'archéologie française. S'ensuit un communiqué signé par douze scientifiques qui dénoncent la partialité du reportage, ses erreurs historiques et archéologiques, ainsi que la tentative de promotion d'une thèse depuis longtemps récusée.
En mai 2014, les éditions Pygmalion publient Alésia, la supercherie dévoilée. Cet ouvrage collectif, dirigé par Danielle Porte, entend démontrer que la bataille n'a pas eu lieu à Alise-Sainte-Reine. Outre Danielle Porte (latiniste, ancien professeur de l'Université Paris IV-Sorbonne), les contributions sont l’œuvre de non-professionnels de l'histoire et de l'archéologie. À la suite de cette publication, l'animateur audiovisuel Franck Ferrand, qui a préfacé l'ouvrage, fait paraître sur le site Vox histoire du Figaro, une chronique titrée « Site d'Alésia : admettons la vérité ! ».
Jean-Louis Brunaux, Yann Le Bohec et Jean-Louis Voisin, trois enseignants-chercheurs en archéologie et en histoire, répondent le 27 mai 2014 à cette chronique : « Non Franck Ferrand, le site d'Alésia n'est pas une “supercherie” ». Ils rappellent l'imprécision du texte de César, le caractère minutieux des fouilles successives (originellement sous Napoléon III puis par l'équipe franco-allemande entre 1991 et 1997) ainsi que l'ensemble des découvertes archéologiques effectuées à Alise-Sainte-Reine par contraste avec le site de Chaux-des-Crotenay qui ne comporte aucun élément antérieur à l'époque gallo-romaine. Partant, Brunaux, Le Bohec et Voisin observent que

« cette querelle n'émeut aucun historien de l'Antiquité en France et hors de France : le Barrington Atlas du monde grec et romain édité par l'université de Princeton qui fait autorité en la matière situe Alésia là où elle doit être, au Mont Auxois. Et personne parmi les archéologues et les spécialistes de l'Antiquité n'a pensé à rectifier cette localisation. »

Anticipant la réaction de Franck Ferrand « et consort », les trois chercheurs notent que leurs contradicteurs adoptent la posture de frondeurs solitaires luttant pour une vérité historique censément dissimulée par des institutions fantasmées. Brunaux, Le Bohec et Voisin pointent ainsi le fait que l'animateur croit dénoncer une soi-disant « histoire "officielle" » dispensée par de prétendus « mandarins » qui souhaiteraient « étouffer une voix discordante ».

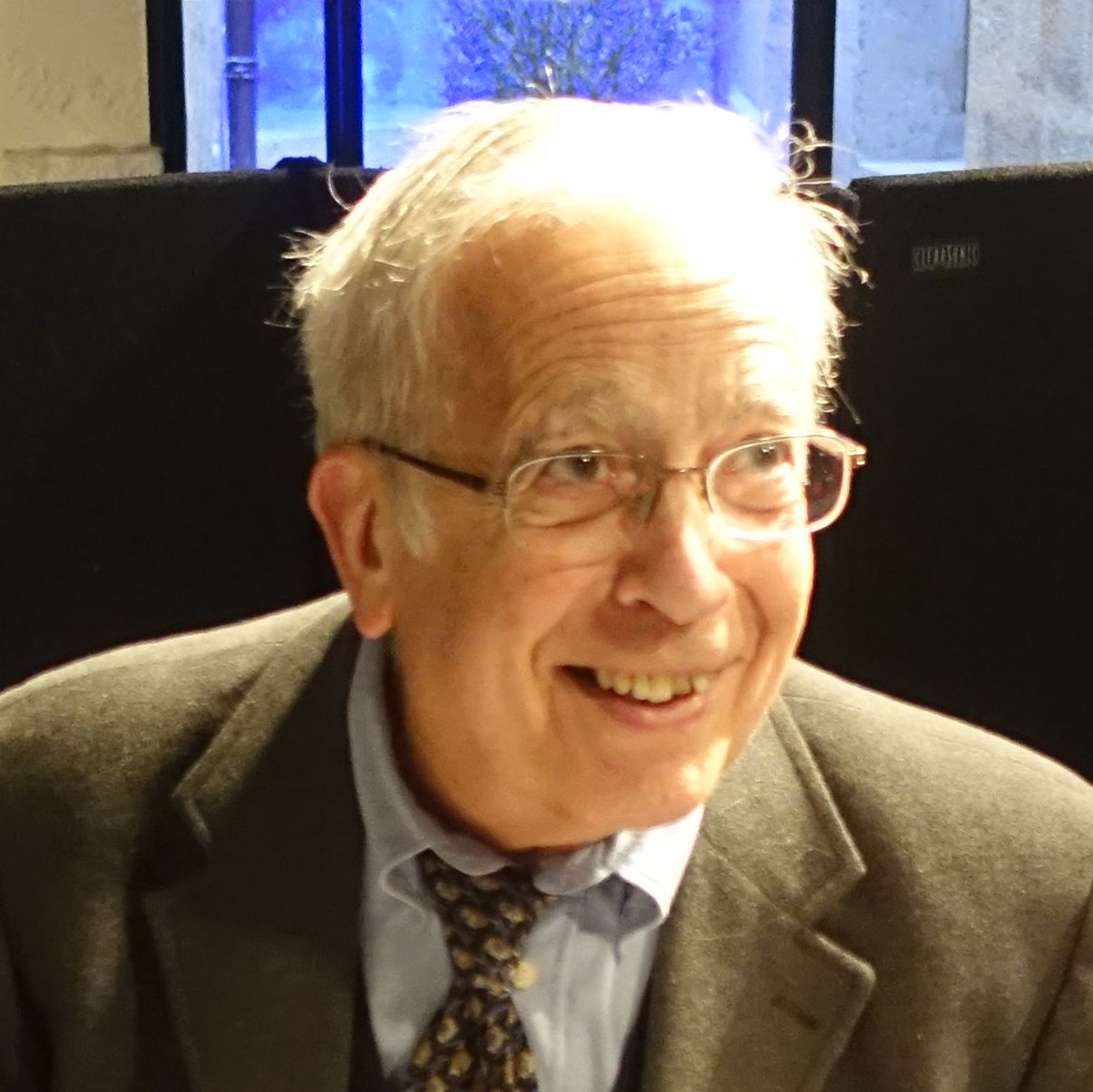
L'historien Yann Le Bohec.
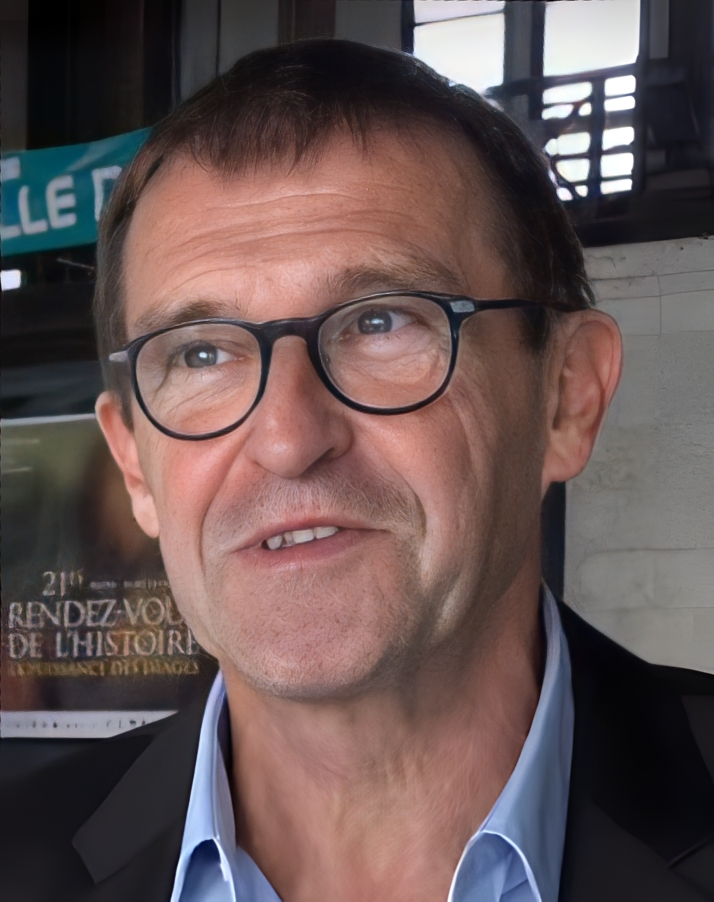
L'archéologue Jean-Louis Brunaux.

En août 2016, vingt et un chercheurs, principalement issus d'universités ou d'unités de recherche, rédigent et envoient un manifeste à plusieurs journaux ainsi qu'à divers élus francs-comtois. Ils y expriment leur exaspération face aux allégations des défenseurs du site de Chaux-des-Crotenay. Dans ce message de quatre pages, ils récapitulent l'histoire de la polémique, rappellent que les éléments permettant de situer le siège à Alise-Sainte-Reine sont nombreux et probants, puis invitent les défenseurs du site de Chaux à tourner leur regard vers l'oppidum du mont Rivel dont la qualité archéologique est incontestable. Ils expriment aussi la crainte que le peu de fonds disponible pour l'archéologie française soit détourné au profit d'une recherche peu sérieuse.
Dans un texte daté du 20 octobre 2016 et publié par L'Est républicain, vingt-cinq chercheurs universitaires reviennent plus précisément sur certains éléments textuels, puis s'attardent sur l'historique des fouilles entreprises à Chaux-des-Crotenay, en dénonçant le peu de résultats obtenus et leur non-publication. Les signataires affirment que Berthier « s’est trompé sur toute la ligne » et demandent aux défenseurs du site d'élaborer un projet scientifique pour valoriser un patrimoine archéologique qui se rattache à l'antiquité tardive et à la période médiévale :

« Il est évident que les différents sites de Syam, Crans et de Chaux-des-Crotenay présentent un réel intérêt archéologique et historique […]. Mais il faudrait, pour cela, monter un projet scientifique rigoureux avec des spécialistes des périodes concernées (médiévistes et modernistes) et cesser de faire croire que ces sites ont un quelconque rapport avec un siège militaire du Ier siècle av. J.-C. L’acharnement des défenseurs d’une Alésia jurassienne à nier la réalité des faits porte clairement préjudice à ces sites, qu’ils sont pourtant censés défendre, en empêchant tout travail scientifique serein dans cette zone. »

Estimant que la communauté archéologique est lassée par cette polémique, ils demandent qu'elle cesse d'être soutenue par la presse comme par certains pouvoirs publics.
Le 21 novembre 2016, l'association Archéojurasites, s'estimant particulièrement visée par les manifestes des universitaires et les articles de L'Est républicain, met à disposition du grand public un argumentaire dénonçant ce qu'elle considère comme des contre-vérités et des approximations dans les textes cités. Elle réfute les données comptables fournies par les auteurs des manifestes et s'insurge sur le fait qu'on tente ainsi d'empêcher la réalisation d'une investigation LIDAR sur le territoire de Chaux-des-Crotenay.
Dans son édition du 19 avril 2018, la Voix du Jura se fait le relais des défenseurs du site jurassien, en leur donnant tribune afin qu'ils présentent les résultats de relevés Lidar effectués en avril 2017 sur le territoire de la commune de Chaux-des-Crotenay. Ils affirment avoir découvert plusieurs éléments topographiques pouvant correspondre à des gisements archéologiques, et relevant – selon les auteurs de la prospection – de l'âge du Bronze et du début de l'âge du Fer. Présentée comme ayant permis d'identifier un unique site de 918 hectares, la prospection LIDAR ne permet cependant ni ne dater ni de caractériser, quant à leur nature et leur fonction, les anomalies topographiques détectées en l'absence de fouilles, ni de préciser la relation entre les vestiges. Cette méthode a pour bénéfice principal d'être non invasive et de pouvoir détecter des vestiges potentiels sous le couvert forestier, sans pour autant les expliciter, chose que seule la fouille permet. Les auteurs de la prospection LIDAR disent avoir démontré que le territoire de Chaux n'était pas « archéologiquement nul », alors que plusieurs fouilles ont déjà eu lieu sur le territoire de Chaux-des-Crotenay, et n'ont livré que des vestiges protohistoriques néolithiques, de l'âge du Bronze, ou des époques gallo-romaine et médiévale. 
À ce dernier titre, une expertise archéologique du fonds Berthier, menée en 2022 pour le compte d'Archéojurasite, de l'association de l'Oppidum et du département du Jura, a conclu à « l'absence d'indice d'occupation protohistorique » dans le mobilier recueilli à Chaux-des-Crotenay. 

## Chronologie des recherches
- 1784 : Alise : recherches de Pierre Laureau, écuyer du comte d'Artois[25].
- 1839 : découverte à Alise de l'inscription mentionnant ALISIIA (CIL XIII, 2880) ajouta un élément important pour l'identification du site[158].
- 1855 : Alphonse Delacroix présente un mémoire s'appuyant principalement sur les textes anciens, dont l'Histoire Romaine, de Dion Cassius. « Dion Cassius confirma de nouveau, et de la manière la plus précise, mes prévisions »[159], pour estimer que le site ne peut être Alise[160]. Il penche pour Alaise, dans le massif du Jura : « Dion Cassius confirma de nouveau, et de la manière la plus précise, mes prévisions »[161].
- 1856 : un livre de Victor Revillout passe au crible les deux sites d'Alise et d'Allaise, sur le critère d'une confrontation aux écrits de César, et rejette les deux[162]. C'est à partir de ce livre que des recherches s'orientent aussi vers l'est du pays, plus compatible avec les écrits de César que la Bourgogne.
- 1861 : l'empereur Napoléon III programme des fouilles autour du mont Auxois, qui mettent au jour de nombreuses structures de contrevallation entourant et enserrant le mont Auxois, des camps fortifiés, plusieurs centaines d'armes romaines, celtiques et germaniques, ainsi que des monnaies de Vercingétorix.
- 1862 : Alise-Izernore, dans le Jura est proposé comme lieu possible par un livre d'A. Gravot, publié par Armand Le Chevalier. Choqué par la promotion d'Alise Sainte-Reine, l'auteur s'y adresse à Napoléon III pour dénoncer l'incompatibilité avec les écrits de César[163].
- 1866 : l'empereur Napoléon III finit et publie sa grande œuvre l'« Histoire de Jules César ».
- 1905 : Émile Espérandieu mène des fouilles à Alise, au mont Auxois, il met notamment au jour une partie des vestiges gallo-romains de l'agglomération.
- 1908 : Jules Toutain prend la direction des fouilles à Alise, au mont Auxois, en association avec Victor Pernet
- 1936 : grand succès de César, portrait magistral par Jérôme Carcopino, faisant suite à son « Points de vue sur l'impérialisme romain » (1934). Carcopino est nommé peu après directeur de l'École française de Rome.
- 1941 : Jérôme Carcopino, ministre, fait voter l'importante loi du 27 septembre 1941 sur les fouilles archéologiques, dite « loi Carcopino ».
- 1945 : Seule la première de deux « lois Carcopino » validée, par l'ordonnance du 13 septembre 1945
- Fin des années 1950 : analyses numismatiques de Jean-Baptiste Colbert de Beaulieu démontrant l'authenticité des trouvailles monétaires du XIXe siècle sur le site d'Alise[116], prouvant ainsi que des "monnaies de crise" à l'effigie de Vercingétorix ont bien été frappées au mont Auxois.
- 1958 : Joël Le Gall consacre nombre de recherches historiques au site d'Alise[123].
- 1958 : Jérôme Carcopino publie Alésia où les ruses de César, réédition de son César de 1936, visant à clore définitivement la polémique: il explique avoir trouvé des sources disant que les Mandubiens sont des « Séquanes de l'Ouest »[164] et que Vercingétorix a joué sans méfiance, avec une inconscience absolue, le jeu auquel César s'était proposé de l'acculer, pour se réfugier sous l'illusoire protection d'Alésia, tandis que « César a lu avec la même surprenante perspicacité entre les lignes du terrain et dans l'esprit des hommes » pour l'amener « sur l'emplacement prédestiné d'Alésia…comme 18 siècles plus tard Napoléon attira les Autrichiens à Austerlitz »[165].
- 1966 : André Berthier adresse un mémoire de critiques à Jérôme Carcopino après des fouilles à Chaux-des-Crotenay (Jura), autorisées par André Malraux mais pas par la Direction nationale des antiquités.
- 1974 : un livre[166] propose le site de Salins-les-Bains, également dans le Jura, en estimant que le « Mand » de « mandubiens », pouvait faire référence au sel[167].
- Années 1990 : campagnes de fouilles massives à Alise Sainte-Reine menées sous la direction conjointes de Michel Reddé et de Siegmar Von Schnurbein. Ces fouilles reprennent les travaux sur la topographie d'Alésia menés sous Napoléon III, et retrouvent ainsi tous les fossés de contrevallation de César, les aménagements de siège, les grands fossés, des armes. Elles mettent un terme scientifique — mais pas médiatique — au débat sur la localisation du siège.
- 2001 : parution de la monographie des fouilles des années 1990 dirigées par Michel Reddé et Sigmar Von Schnurbein (Reddé et von Schnurbein 2001)
- 2003-2012 : parution et réédition du livre de Michel Reddé : Alésia : l'archéologie face à l'imaginaire (Reddé 2012) ; l'ouvrage propose un accès vulgarisé aux résultats anciens et modernes des fouilles faites à Alise, ainsi qu'un retour sur l'historiographie du débat. Il propose par ailleurs des extraits critiques des travaux d'André Berthier, soulignant leur décalage avec les méthodes et techniques de l'archéologie historique moderne.